# Mănăstirea Bogdana
Mănăstirea Bogdana este o mănăstire ortodoxă de călugări situată în municipiul Rădăuți (județul Suceava), pe strada Bogdan Vodă nr. 4-6. Biserica mănăstirii a fost ctitorită de către voievodul Bogdan I (1359-1365), întemeietorul statului feudal moldovean, și a avut rolul de necropolă domnească.
Ansamblul Mănăstirii Bogdana a fost inclus pe Lista monumentelor istorice din județul Suceava din anul 2015, având codul de clasificare SV-II-a-A-05603 și fiind alcătuit din următoarele 3 obiective:
- Biserica "Sf. Nicolae" - datând din secolul al XIV-lea, având codul SV-II-m-A-05603.01
- Turnul clopotniță - datând din anul 1781, având codul SV-II-m-A-05603.02
- Casa parohială - datând din anul 1876, având codul SV-II-m-A-05603.03

## Istoric
Biserica "Sf. Nicolae" (Bogdana) este considerată a fi cea mai veche construcție bisericească de zid din Moldova , fiind ctitorită de voievodul Bogdan I, întemeietorul statului feudal moldovean.
Mănăstirea Bogdana datează din perioada de constituire a statului feudal moldovean. Inițial, locul unde a fost construită biserica era în mijlocul unor codri seculari. Biserica "Sf. Nicolae" a fost zidită de voievodul Bogdan I (1359-1365) în a doua jumătate a secolului al XIV-lea, ca mulțumire adusă lui Dumnezeu pentru izbânzile obținute în luptele purtate pentru a pune bazele unui stat liber și independent la răsărit de Carpați, în Țara Moldovei. El a ales această biserică ca necropolă domnească atât lui, cât și urmașilor familiei sale, aici fiind îngropați domnitorii Moldovei pâna în timpul lui Alexandru cel Bun, dar și rudele familiilor domnitoare.
Biserica a îndeplinit în decursul timpului un rol istoric, religios și cultural deosebit. În timpul domniei lui Alexandru cel Bun (1400-1432), biserica a devenit reședință episcopală, episcopii de Rădăuți avându-și reședința în incinta mănăstirii.

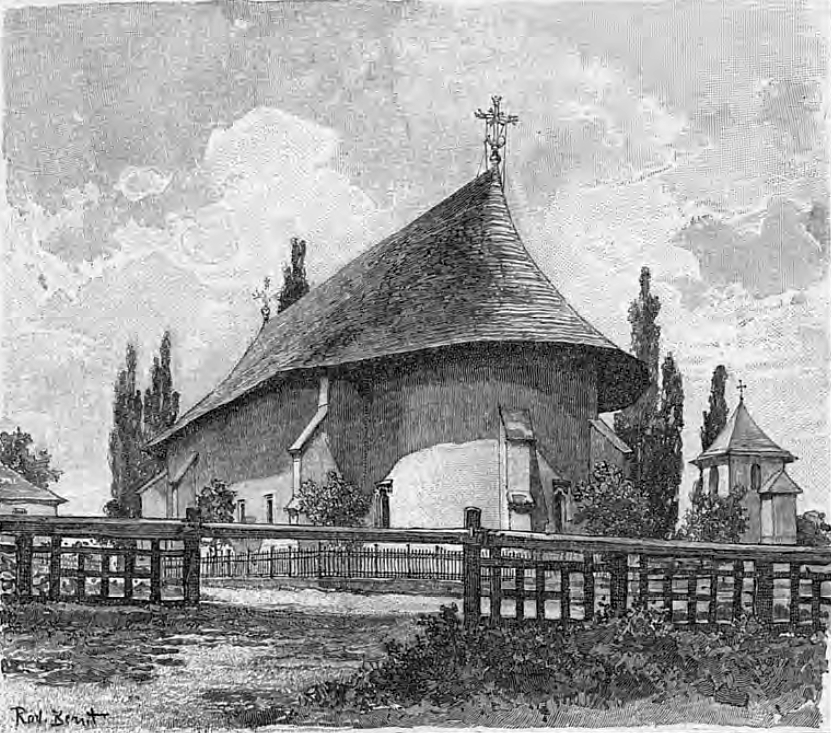
Grafică - Mănăstirea Bogdana - cca. 1898

Între anii 1479-1482, Ștefan cel Mare a pus pe mormintele a șase domnitori Moldovei lespezi frumos sculptate, decorate cu motivul obișnuit al împletiturilor, deosebite de la o lespede la alta, având inscripții în limba slavonă. La intrarea în biserică, se află o pisanie datând din perioada lui Bogdan al III-lea (1517). Acesta a dăruit mănăstirii 800 de zloți, episcopii de Rădăuți obligându-se să slujească un parastas în seara din duminica mironosițelor, iar dimineața o liturghie, cât va trăi domnitorul. După moartea sa, în fiecare dimineață trebuia să se slujească o liturghie și seara un parastas pentru mântuirea sufletului domnitorului, după cum atestă o lespede de piatră amplasată la 8 decembrie 1517 pe peretele nord-estic al altarului, lângă nișa care servește ca proscomidiar.
Biserica a fost restaurată în timpul domniei lui Alexandru Lăpușneanu, care i-a adăugat un pridvor închis în față în anul 1559 și a înlocuit chenarele unor ferestre cu altele noi, de factură gotică. Există o pisanie în limba slavonă lângă ușa sudică, în care sunt relatate următoarele: "Cu bunăvoința Tatălui, ajutorul Fiului și săvârșirea Sf. Duh s-a început și zidit acest pridvor bisericesc de evlaviosul și închinătorul Treimii, Domnul Io Alexandru Voievod, Domnul Țării Moldovei, în anul 7067 (=1559) luna iunie 30, sub episcopul chir Eutimie".
În secolul al XVII-lea și la începutul secolului al XVIII-lea, aici au fost copiate mai multe lucrări bisericești (un tetraevanghel în limba slavonă - 1613 etc.). În anul 1744, episcopul Varlaam (1734-1745) a înființat aici o tipografie în care a tipărit mai multe cărți bisericești, printre care și Ceaslovul din 1745 aflat și astăzi în colecția Mănăstirii. Totuși, în 1750, odată cu alegerea episcopului Iacob Putneanul ca mitropolit al Moldovei, tipografia a fost mutată la Iași.
În anul 1775, nordul Moldovei a fost anexat de către Imperiul Habsburgic în urma unei înțelegeri cu Imperiul Otoman, reprezentanții Moldovei nefiind nici măcar consultați. În anul 1781 s-a construit un turn clopotniță, dar peste numai un an, în 1782, reședința episcopală a fost transferată la Cernăuți. Ca urmare a acestor evoluții istorice, în vara anului 1783, Mănăstirea Bogdana a fost desființată, Biserica "Sf. Nicolae" a fost transformată în biserică parohială (de mir), o parte din chiliile existente în jurul bisericii au fost demolate, iar o altă parte transformate în grajduri pentru caii garnizoanei austriece staționate aici. În anul 1876 a fost construită aici o casă parohială.
În anul 1918, când Bucovina a intrat în componența Regatului Român, Mănăstirea Bogdana nu a mai fost reînființată, iar Biserica "Sf. Nicolae" a rămas biserică parohială până în ultimele decenii ale secolului al XX-lea când a fost închisă de regimul comunist, fiind considerată monument istoric.
La data de 6 decembrie 1992, Mănăstirea Bogdana a fost reînființată de către arhiepiscopul Pimen Zainea al Sucevei și Rădăuților cu obște de călugări, fiind instalat ca stareț arhimandritul Teodor Pavlo. Acesta a trecut la cele veșnice în 1996, în locul său fiind ales ca stareț arhimandritul Iustin Dragomir.
Ca urmare a lucrărilor efectuate în ultimul deceniu al secolului al XX-lea, s-a înlocuit în 1996 catapeteasma degradată din lemn de tei a Bisericii "Sf. Nicolae" cu una nouă din lemn de stejar, s-a finalizat în 1998 construcția unui corp de chilii cu arhondaric și a unei biserici noi cu hramul "Sf. Ierarh Leontie de la Rădăuți", care a fost acoperită cu tablă de cupru.

## Necropolă domnească

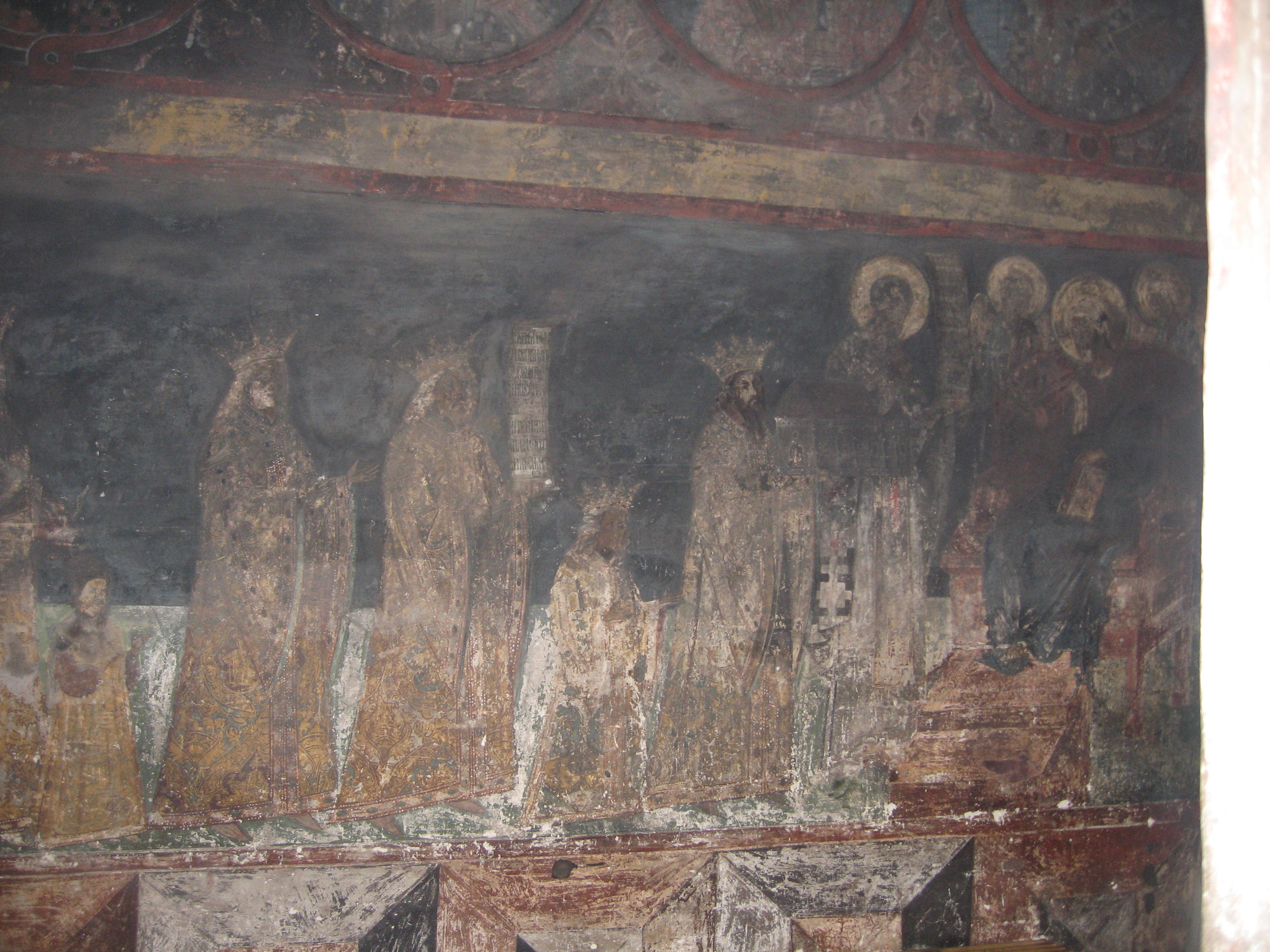
Tabloul votiv

### În naos
Biserica "Sf. Nicolae" din Rădăuți a fost aleasă de primii domnitori ai Moldovei ca necropolă domnească, aceasta fiind dovada incontestabilă a primei biserici de piatră din Moldova. Astfel, în naos se află 7 morminte.
Pe latura estică a naosului se află patru morminte, aflate în ordinea următoare din colțul sud-estic spre cel nord-estic: Bogdan I (1359-1365), Lațcu (1365-1373), Bogdan, fratele lui Alexandru cel Bun și Bogdan, fiul lui Alexandru cel Bun.
Întemeietorul Moldovei, Bogdan I, se află înmormântat în colțul sud-estic al naosului, având pe mormânt o lespede cu următoarea inscripție în limba slavonă: "Din mila lui Dumnezeu, Io Ștefan Voievod, Domn al țării Moldovei, fiul lui Bogdan Voievod, a înfrumusețat acest mormânt străbunicului său, bătrânul Bogdan Voievod, în anul 6988 <=1480> luna ianuarie 27. Aceste morminte le-a făcut mistr Jan". La sfârșitul inscripției s-a sculptat un scut cu un cap de zimbru în interior, având o stea între coarne.
După mormântul lui Bogdan I, pe aceeași latură a naosului, se află mormântul domnitorului Lațcu, fiul și urmașul lui Bogdan I. Lespedea funerară de pe mormântul său are următoarea inscripție în limba slavonă: "Binecinstitorul și de Hristos iubitorul, Io Ștefan Voievod, Domnul Țării Moldovei, fiul lui Bogdan Voievod, a împodobit mormântul acesta strămoșului său Lațcu Voievod, în anul 6988 <=1480> luna ianuarie 20, în timpul episcopului de Rădăuți Ioanichie". La sfârșitul inscripției sunt sculptate aceleași însemne ca și pe lespedea lui Bogdan I.
Următorul mormânt aparține lui Bogdan, fratele lui Alexandru cel Bun. Inscripția în limba slavonă ce se află pe lespedea funerară a mormântului său conține următoarele cuvinte: "Binecinstitorul și de Hristos iubitorul, Io Ștefan Voievod, domn al țării Moldovei, fiul lui Bogdan Voievod, a împodobit mormântul acesta bunicului său, Io Bogdan Voievod, fratele lui Alexandru voievod, în anul 6988 <=1480> luna ianuarie, 25 zile, întru veșnica lui pomenire".
Ultimul mormânt de pe latura estică a naosului aparține lui Bogdan, fiul lui Alexandru cel Bun. Pe lespedea funerară a mormântului său se află următoarea inscripție în limba slavonă: "Binecinstitorul și de Hristos iubitorul, Io Ștefan Voievod, domn al țării Moldovei, fiul lui Bogdan Voievod, a împodobit mormântul acesta unchiului său, Io Bogdan voievod, fiul lui Alexandru Voievod, în anul 6988 <=1480>, luna ianuarie 30".
Următorul rând de la est către vest, pornind din sud către nord, cuprinde 3 morminte: al lui Ștefan I (1394-1399), al lui Costea (1328-1387) și al lui Petru I (1348-1391).
Mormântul domnitorului Ștefan I, nepotul lui Bogdan I este poziționat între cele ale unchiului său și al lui Lascu. Inscripția în limba slavonă ce se află pe lespedea funerară a mormântului său conține următoarele cuvinte: "Binecinstitorul și de Hristos iubitorul, Io Ștefan voievod, domn al țării Moldovei, fiul lui Bogdan voievod, a împodobit mormântul acesta strămoșului său, bătrânul Ștefan voievod, care a bătut pe unguri la Hindău, în anul 6988 <=1480> luna mai 20".
În prelungirea mormântului care aparține lui Bogdan, fiul lui Alexandru cel Bun se află mormântul lui Costea, tatăl lui Petru I și Roman I având ștearsă inscripția lespezii funerare, fiind amplasat la nivelul pardoselii și nu deasupra ca celelalte. 
Inițial, lespedea a fost atribuită unei femei (Mariei, soția lui Bogdan I sau Anei, soția lui Lațcu.. 
În opinia istoricului Ștefan S. Gorovei, în acest mormânt ar fi înmormântat domnitorul Petru I, susținând că până la Alexandru cel Bun, toți voievozii de până în 1400 au fost înmormântați în Biserica din Rădăuți, deci și Petru I ar trebui să fie înmormântat tot aici.
Înainte de 1890, episcopul Gherasim Timuș a reușit să descifreze o bună parte din inscripția de pe lespedea, astăzi ilizibilă, care conține următorul text: "Binecinstitorul și de Hristos iubitorul, Io Ștefan voievod, domn al țării Moldovei, fiul lui Bogdan Voievod, a înfrumusețat acest mormânt... care este pus aici...
Testele ADN recente au demonstrat că aici este înmormântat Costea, tatăl fraților Petru I și Roman I
Ultimul mormânt din acest rând aparține lui Petru I fiind lipit de latura de nord a naosului. Inițial s-a crezut că este sub lespedea ștearsă de pe latura sudică a naosului, dar testele ADN recente au confirmat că locul lui de odihnă este acest mormânt.
Pe latura vestică a naosului sunt două morminte: în partea de sud-vest cel al episcopului Leontie (Lavrentie) și cel din nord-vest care aparține lui Roman I (1391-1394).
Mormântul episcopului Leontie (Lavrentie) s-a putut determina luînd în considerare tradiția orală și un izvor scris. Într-un document slavon din secolul al XVI-lea se menționează că în Rădăuți, în Episcopie, sfântul Leontie făcătorul de minuni zace cu trupul întreg
Urmează apoi mormântul domnitorului Roman I, fratele lui Ștefan I și nepotul lui Bogdan I. Pe lespedea funerară se află următoarea inscripție în limba slavonă: "Din mila lui Dumnezeu, binecinstitorul domnul nostru Io Ștefan voievod, domn al toată țara Moldovei, fiul lui Bogdan voievod, a împodobit mormântul acesta strămoșului său Io Roman voievod, domn al țării Moldovei, în anul 6987 <1480> luna decembrie 5".

### În pronaos
În pronaosul bisericii, se află 3 morminte care aparțin următoarelor persoane: Doamna Stana, soția lui Bogdan al III-lea și mama lui Ștefăniță Vodă, Anastasia, fiica lui Lațcu și episcopul Ioanichie al Rădăuților.
Pe latura nordică a pronaosului se află mormântul Doamnei Stana și al Anastasiei, fiica lui Lațcu. Pe mormântul Anastasiei se află o lespede funerară cu următoarea inscripție: "Io Ștefan Voievod, Domnul Țării Moldovei, în anul 7005 (1497) luna aprilie 11, am înfrumusețat acest mormânt străbunicii mele, cneajnei Anastasia, care a dat Coțmanul acestui locaș, fiica lui Lațcu Voievod. Ea a răposat în anul 6928 luna martie 26 (=1420)".
În partea dreaptă a pronaosului se află mormântul Doamnei Stana, soția lui Bogdan al III-lea și mama lui Ștefăniță Vodă. Lespedea funerară a fost pusă de fiul ei și are următoarea inscripție: "Dreptmăritorul și de Hristos iubitorul, Io Ștefan Voievod, fiul lui Bogdan Voievod, a înfrumusețat acest mormânt mamei mele Stana, în anul 7026 (=1518) luna ianuarie 28, fiind episcop Pahomie".
Înaintea ușii dintre pronaos și naos, pe partea dreaptă, a fost înmormântat episcopul Ioanichie, primul episcop cunoscut al Rădăuților, mort în anul 1504. Deși în prezent inscripția de pe lespede este ștearsă, pe la mijlocul secolului al XIX-lea se puteau citi următoarele cuvinte: "Aceasta este piatra mormântului lui Ioanichie, Episcop de Rădăuți, ... care s-a mutat la veșnicul lăcaș în zilele dreptmăritorului Ștefan Voievod în anul 70..., luna ... ziua ...".

### În pridvor
Lângă ușa nordică a pridvorului se află un mormânt aoperit cu o lespede funerară având următoarea inscripție în limba română: "Sub această piatră zac oasele răposatei Marii, giupâneasa logofătului Alexa Nicolescu de la Țara Românească, care s-a pristăvit aice la Rădăuți, la anul 1770, iulie 4 zile".

### În afara bisericii
Lângă peretele nordic al altarului, în afara bisericii, se află o lespede funerară având o inscripție în limba română: "Sub aceastră piatră odihnește robul lui Hristos Dumnezeu ieroschimonahul (Adrian) tată după trup preasfințitului mitropolit Iacov, înmormântat în anul 7256 (=1748) luna iunie 11". Osemintele tatălui mitropolitului Iacob Putneanul, înmormântate aici, au fost strămutate de către fiul său în anul 1758 la Mănăstirea Putna, lespedea funerară rămânând totuși la Rădăuți.

### Moaștele Sf. Ierarh Leontie
Episcopul Lavrentie al Rădăuților care a păstorit aici câțiva ani în vremea domniei lui Alexandru cel Bun (1400-1432) s-a retras din scaun și a îmbrăcat haina schimniciei cu numele de Leontie, devenind un vestit sihastru și părinte duhovnicesc din nordul Moldovei. L-a avut ca ucenic printre alții și pe Cuviosul Daniil Sihastrul. A fost înmormântat de ucenicii săi în biserica din lemn a Schitului Laura.
Ca urmare a faptului că la mormântul său aveau loc numeroase vindecări de boli, credincioșii din Moldova au cerut mitropolitului Moldovei să accepte strămutarea moaștelor ierarhului Leontie în Catedrala episcopală de la Mănăstirea „Sfântul Nicolae“ (Bogdana) din Rădăuți. El a fost găsite în mormânt cu trupul întreg și nestricat, iar moaștele sale au fost așezate în partea dreaptă a naosului, un număr mare de oameni în nevoi venind acolo să se roage. După cum scria un vestit teolog ucrainean, ieromonahul Zaharia Kopystenski din Kiev, în anii 1621-1622: „În Rădăuți, în episcopie, Sfântul Leontie făcătorul de minuni zace cu trupul întreg..."  Sărbătorirea sfântului avea loc în data de 1 iulie a fiecărui an.
În anul 1639, orașul Rădăuți a fost prădat de tălhari, iar moaștele sale au fost ascuse de călugări pentru a fi ferite de profanare chiar sub locul unde erau așezate, în naos, în fața tabloului votiv al ctitorilor mănăstirii. Abia în urma cercetărilor arheologice din perioada 1974-1977 au fost găsite moaștele Sf. Leontie, ele fiind așezate într-o raclă abia în 1991, pentru a fi venerate de credincioși. Sfântul Sinod al Bisericii Ortodoxe Române a hotărât, în ședința de lucru din 20 iunie 1992, canonizarea oficială a Sfântului Ierarh Leontie de la Rădăuți și includerea sa în calendarul creștin ortodox, cu data de prăznuire 1 iulie.

## Descrierea bisericii

### Arhitectură

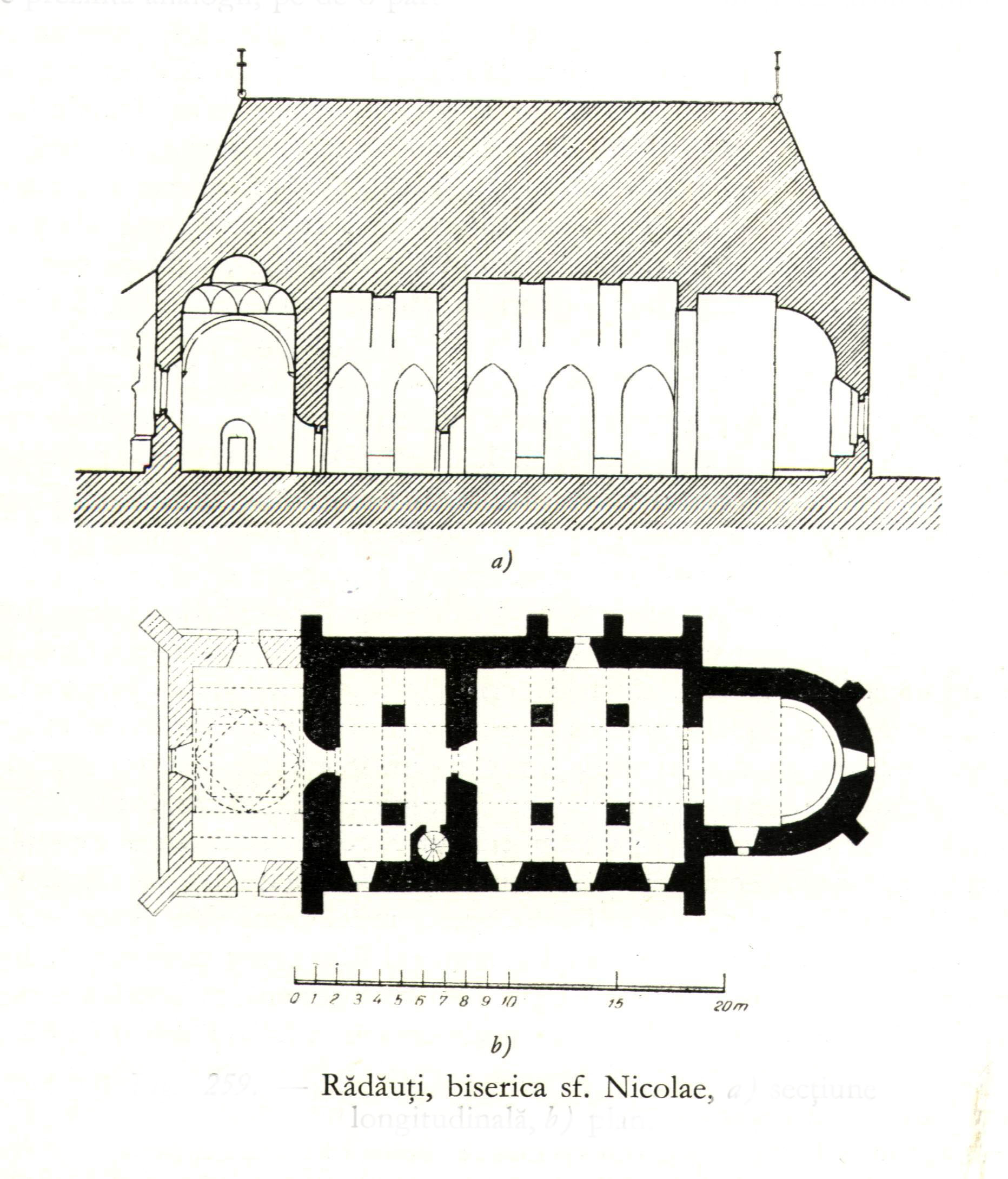
Planul Bisericii "Sf. Nicolae"

Biserica Sfântul Nicolae este prima construcție religioasă de piatră din Moldova, păstrată în forma ei originală, nealterată până astăzi. Ea este înaltă, cu acoperișul țuguiat, având ziduri groase de 1,40 metri, sprijinite inițial de 10 contraforturi. Peretele sudic al pronaosului avea un contrafort și trei ferestre, pe când peretele nordic are o fereastră și trei contraforturi.
Biserica are 11 ferestre: trei la pridvor, două la pronaos, patru la naos (dintre care trei în peretele sudic și una pe peretele nordic) și două la altar cu deschideri strâmte în exterior, dar mult lărgite spre interior.
Biserica nu are turlă, acoperișul fiind înalt, cu pante repezi și o streașină largă. Ca urmare a adăugării pridvorului de către Alexandru Lăpușneanu, acoperișul a trebuit și el modificat pentru a cuprinde și pridvorul.
Clopotnița se află în prezent într-un turn construit în anul 1781, în vremea păstoririi episcopului Dosoftei Herescu, ultimul episcop care și-a avut reședința aici. Pe unul dintre clopote se află o inscripție în limba slavonă: Io Ștefan, voievodul Țării Moldovei, putând data din vremea lui Ștefan I (1394-1399).
În interior, biserica se prezintă ca o sinteză a elementelor romanice, bizantine și gotice. Ea are o navă centrală și două laterale, despărțite între ele prin șase stâlpi masivi în dreptul cărora bolta navei centrale este întărită cu arcuri dublouri. Navele laterale au aceeași înălțime cu nava centrală în dreptul pronaosului și sunt mai joase înn dreptul naosului. Deasupra navelor laterale din naos au fost construite două încăperi mici, boltite în semicilindru, la care se ajunge pe o scară în spirală.
Între pridvor și pronaos și între pronaos și naos sunt pereți despărțitori străpunși de uși la mijloc.

### Iconografie
Nu se știe când biserica a fost pictată pentru prima dată, într-un document din 1415 fiind menționate unele picturi realizate în vremea lui Alexandru cel Bun (1400-1432). Pictura a fost completată sau refăcută de către Ștefan cel Mare, apoi în 1558, în perioada domniei lui Alexandru Lăpușneanu, s-a realizat o restaurare a picturii în tehnica frescă. Un nou strat de picturi datează din perioada 1745-1750, din timpul episcopului Iacob Putneanul.
Lucrările de restaurare ale edificiului din secolele al XVIII-lea și al XIX-lea au dus la o deteriorare a picturii, inclusiv a tabloului votiv. Unele picturi care datează din perioada lui Ștefan cel Mare sunt patru compoziții din altar: Cina cea de taină, Împărtășirea Sf. Apostoli cu pâine, Împărtășirea Sf. Apostoli cu vin și Spășarea picioarelor. Ele se aseamănă cu cele de la Mănăstirea Voroneț.
Pictura interioară a bisericii a fost refăcută din nou în anul 1880 de pictorul bucovinean Epaminonda Bucevschi în tempera.
Tabloul votiv este pictat în naos, pe peretele de sud-vest al navei. Voievodul care ține în mână biserica fără pridvor nu poate fi Alexandru Lăpușneanu, deoarece el a adăugat pridvorul. Unele opinii acreditează ideea că ar fi Bogdan I. Urmează un copil, apoi un domnitor cu barba scurtă și cu un filacter în mâna stângă care ar putea fi Alexandru cel Bun, apoi un domnitor fără barbă care ar putea fi Ștefan cel Mare, dovadă că pictura a fost făcută în timpul său.
O altă pictură interesantă din biserică se află în partea stângă a pronaosului lângă mormântul Anastasiei, fiica lui Lațcu. Este un portret în care set reprezentată o femeie cu coroană cu un filacter în mână condusă de Maica Domnului în fața Mântuitorului, lângă care se află Sf. Nicolae. Se presupune că ar fi vorba chiar de Anastasia, binefăcătoare a Mănăstirii Bogdana, căreia i-a dăruit satul Coțmani.

## Odoare de preț
Odoarele de preț de care a dispus Mănăstirea Bogdana au ajuns după desființarea mănăstirii la alte lăcașuri de cult. Printre acestea sunt de menționat următoarele: 
- un epitaf care reprezintă plângerea lui Iisus de către heruvimi - datând din perioada lui Alexandru cel Bun și donat în 1914 Mănăstirii Sucevița
- un văl liturgic (pocrovăț) - dăruit de Ștefan cel Mare în 1493 și aflat la Mănăstirea Sucevița
- un văl liturgic (pocrovăț) - dăruit tot de Ștefan cel Mare și aflat la Muzeul de Artă din București
- o icoană a Sf. Nicolae pictată pe lemn - ferecată cu argint aurit în 1505 și aflată la Mănăstirea Sucevița
- Mineiul pe luna noiembrie - din 1504, aflat în biblioteca Mănăstirii Putna

În prezent, mănăstirea dispune de o icoană a Maicii Domnului, un ceaslov din 1745 și un manuscris din 1783.

## Imagini

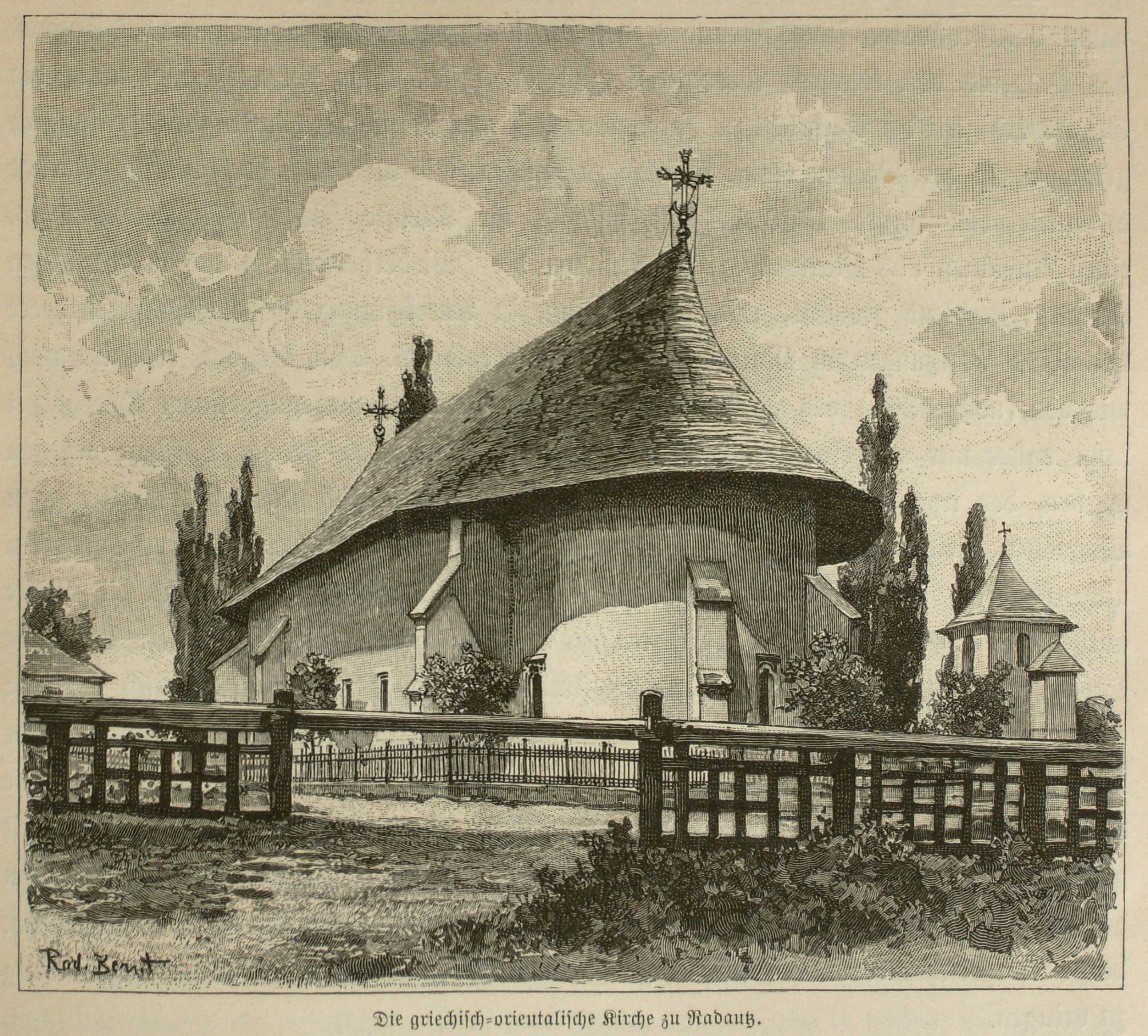
Biserica Bogdana din Rădăuţi (Xilogravură de Rudolf Bernt, 1899)
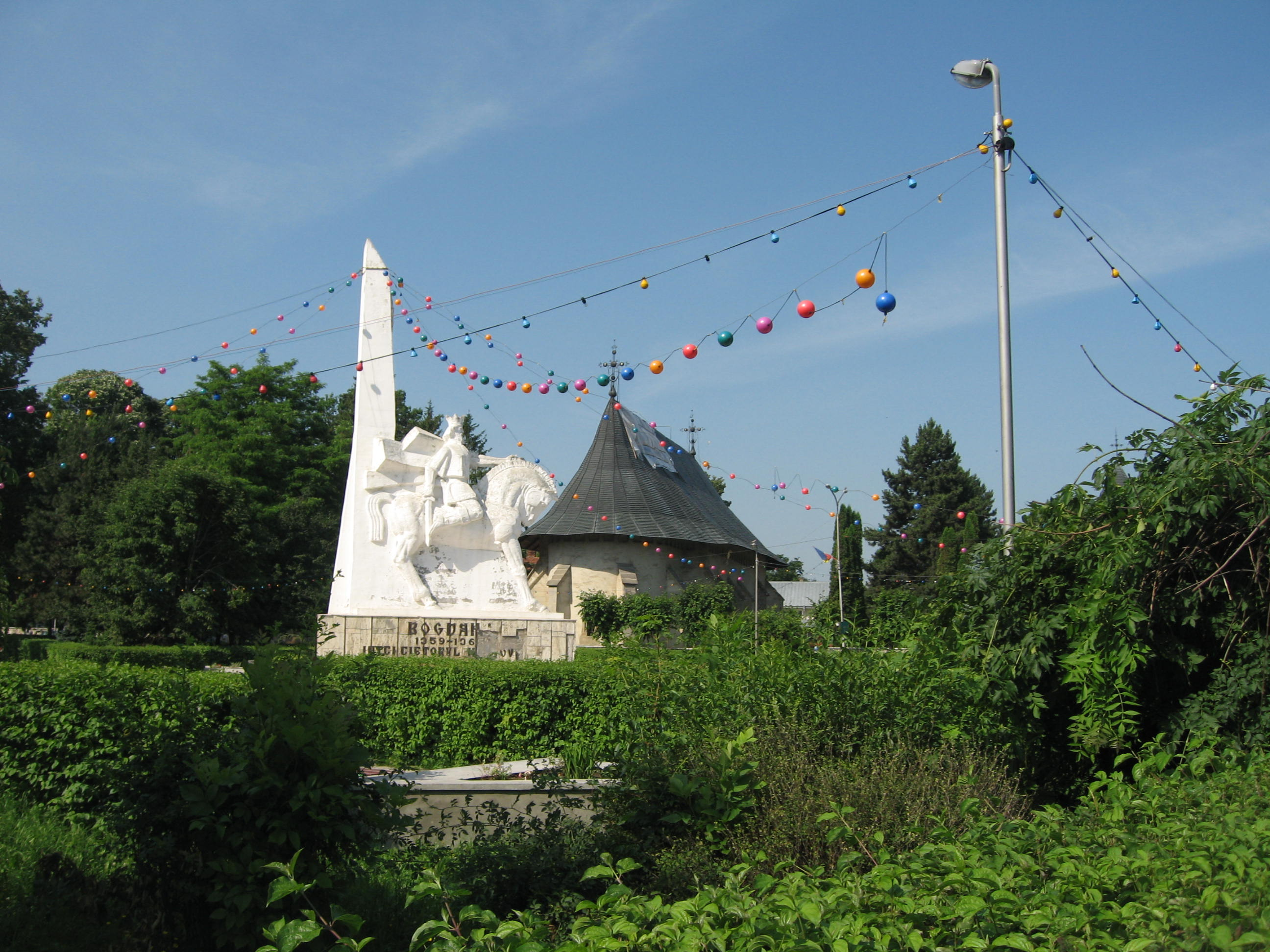
Statuia lui Bogdan I şi Biserica Bogdana
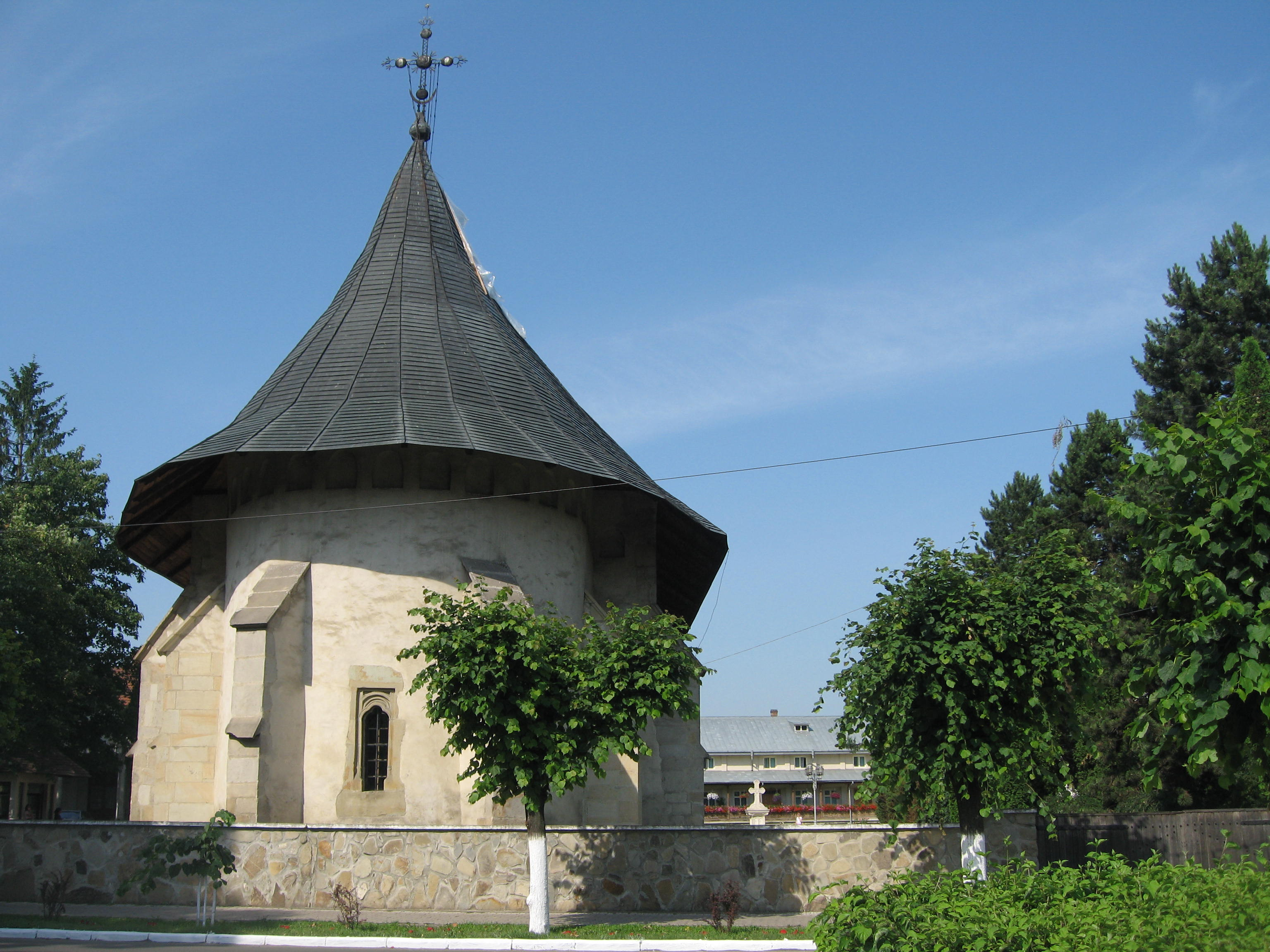
Complexul monahal Bogdana
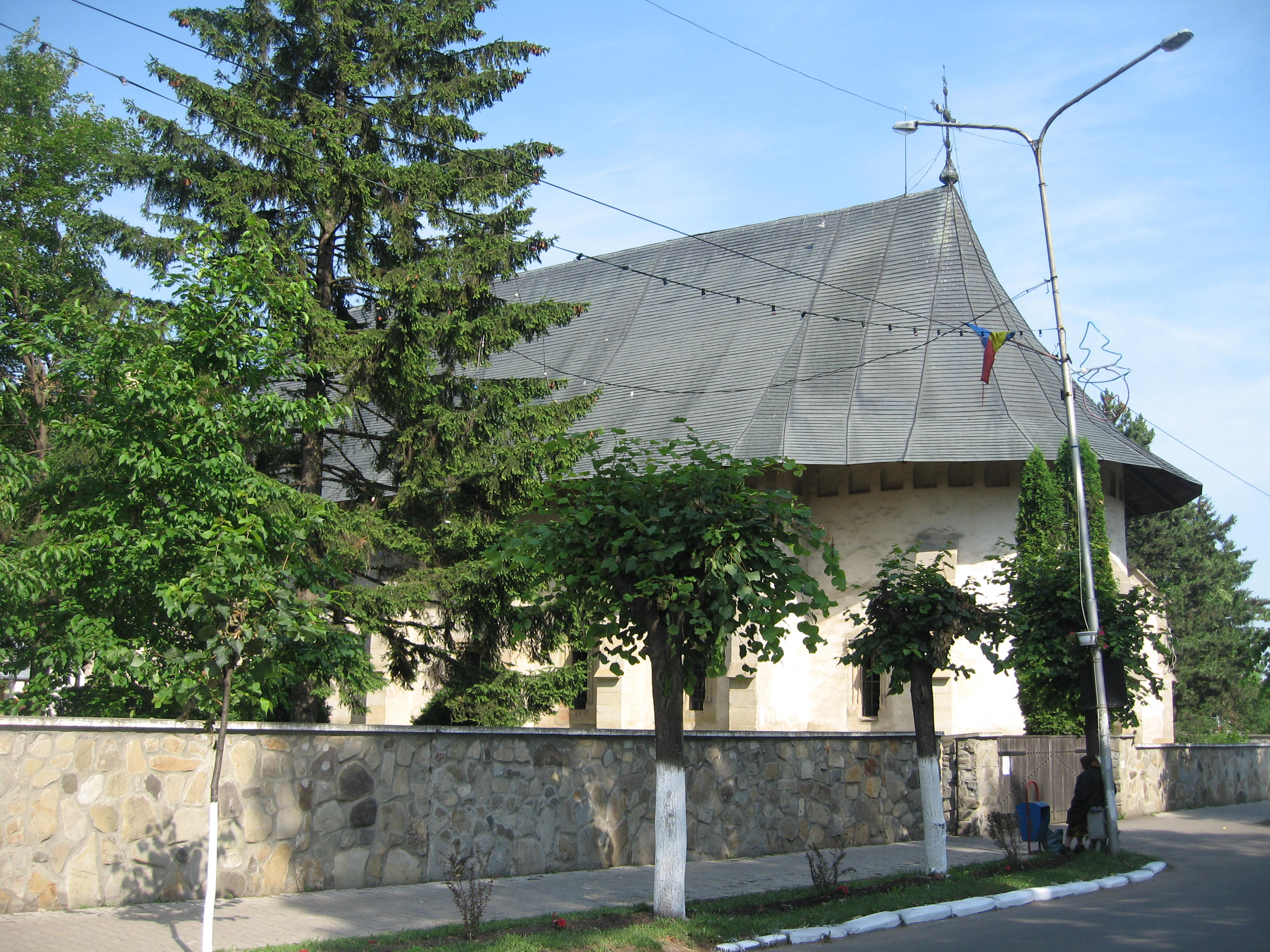
Biserica "Sf. Nicolae"
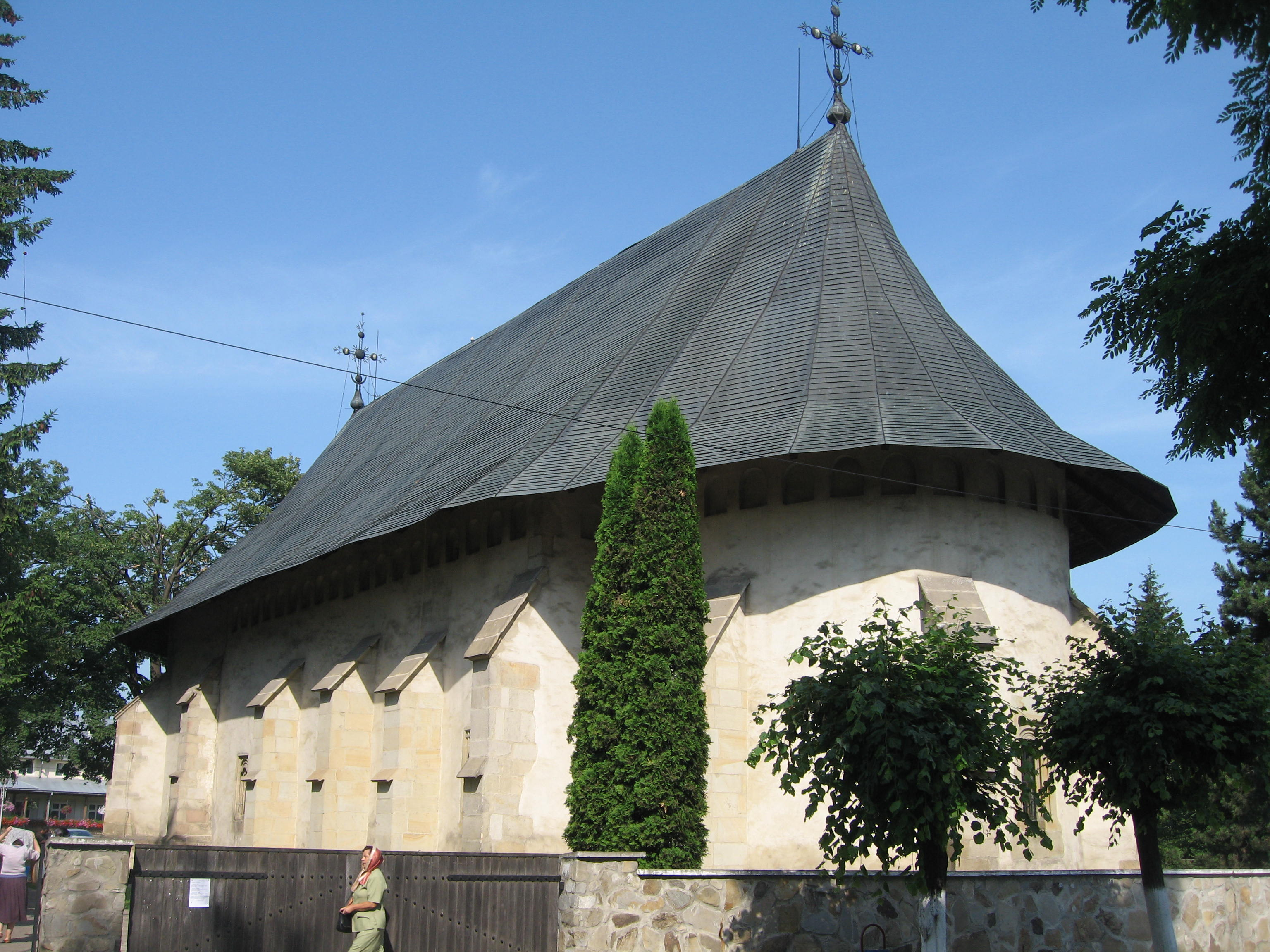
Biserica "Sf. Nicolae"
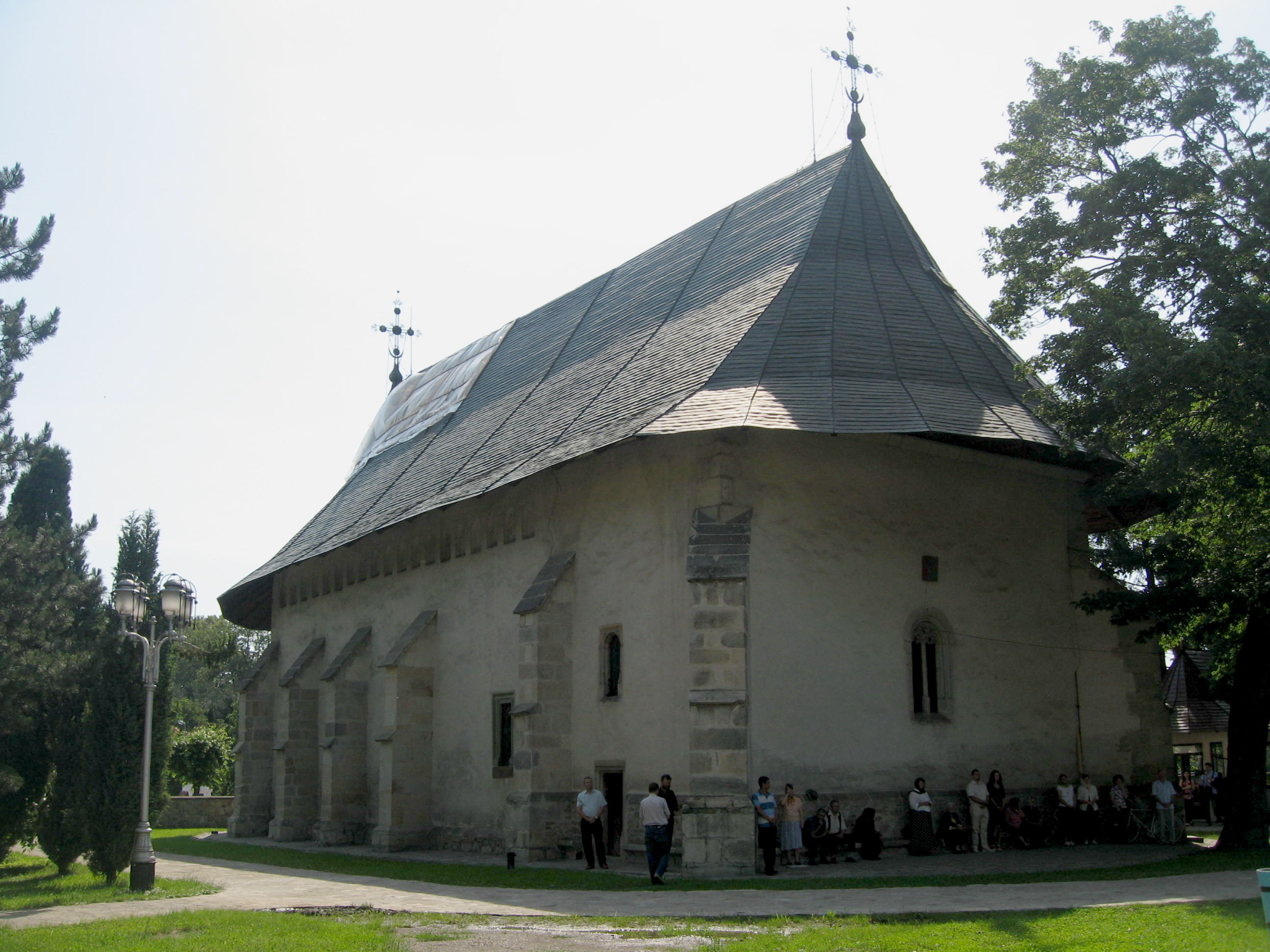
Biserica "Sf. Nicolae"
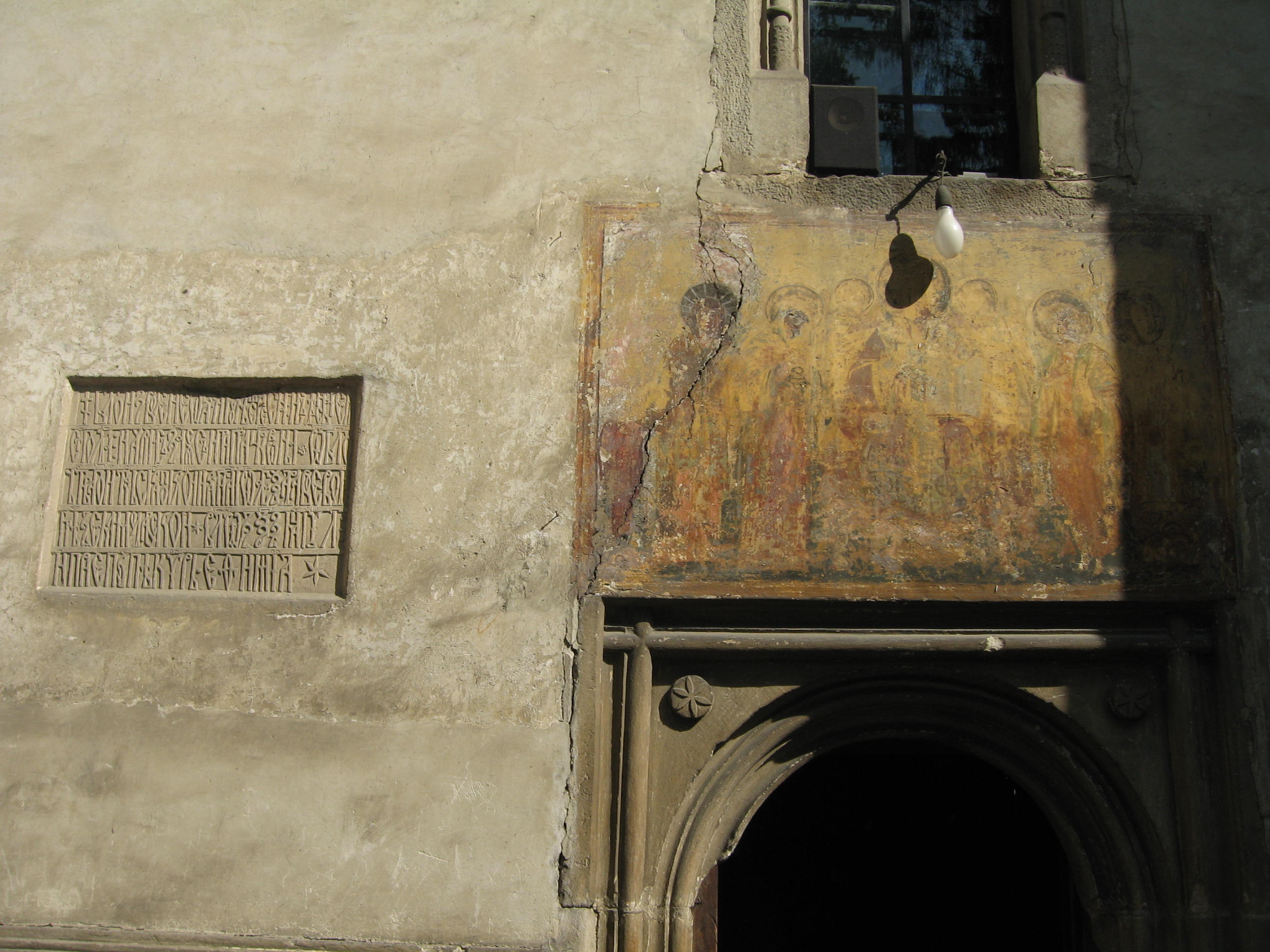
Pisania şi pictura de deasupra intrării
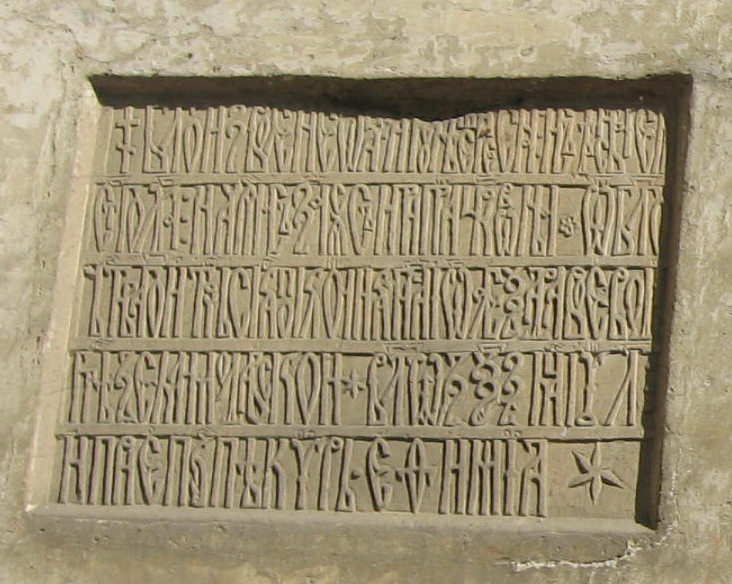
Pisania
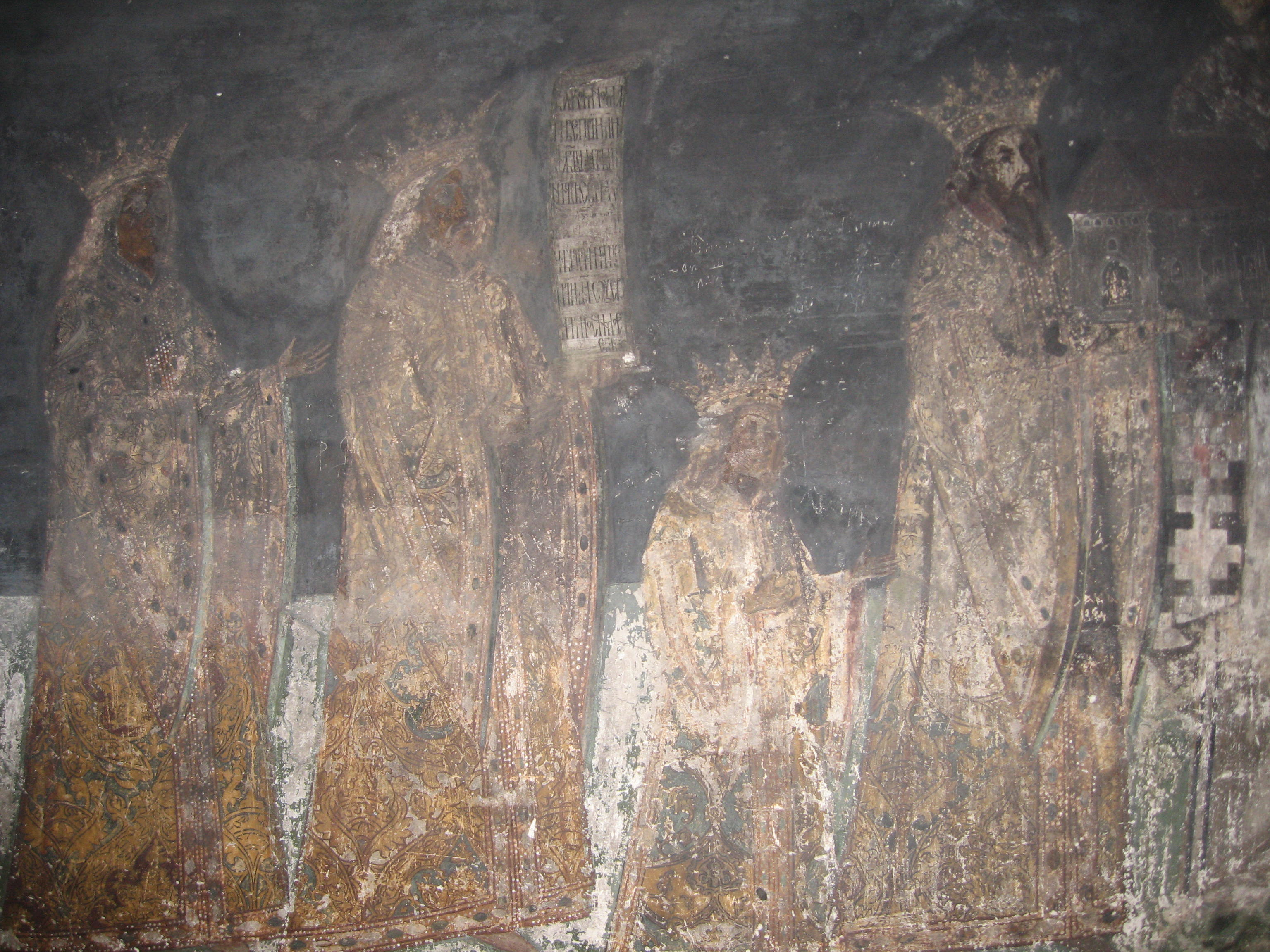
Tabloul votiv - detaliu
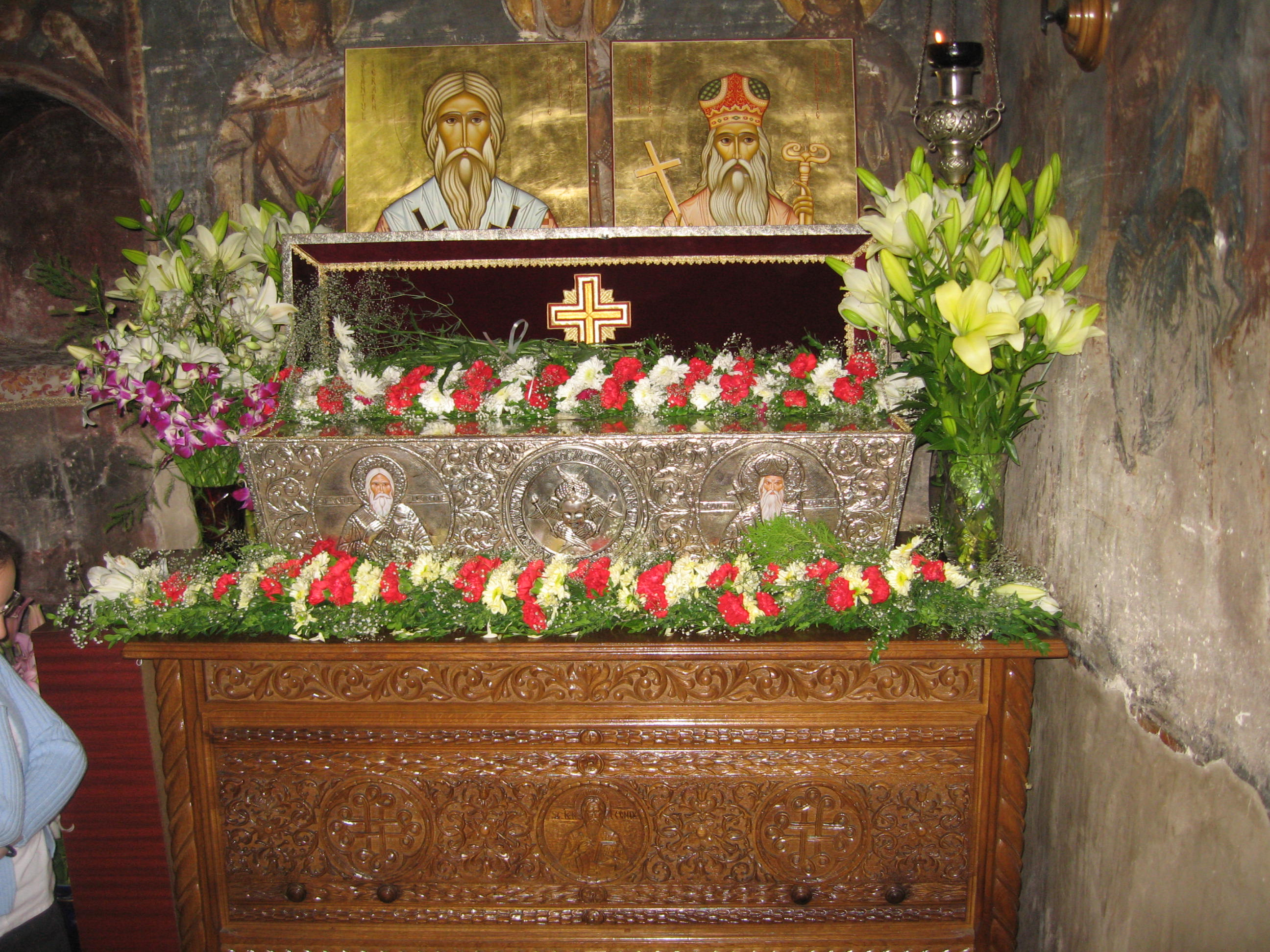
Racla cu moaştele Sf. Ierarh Leontie
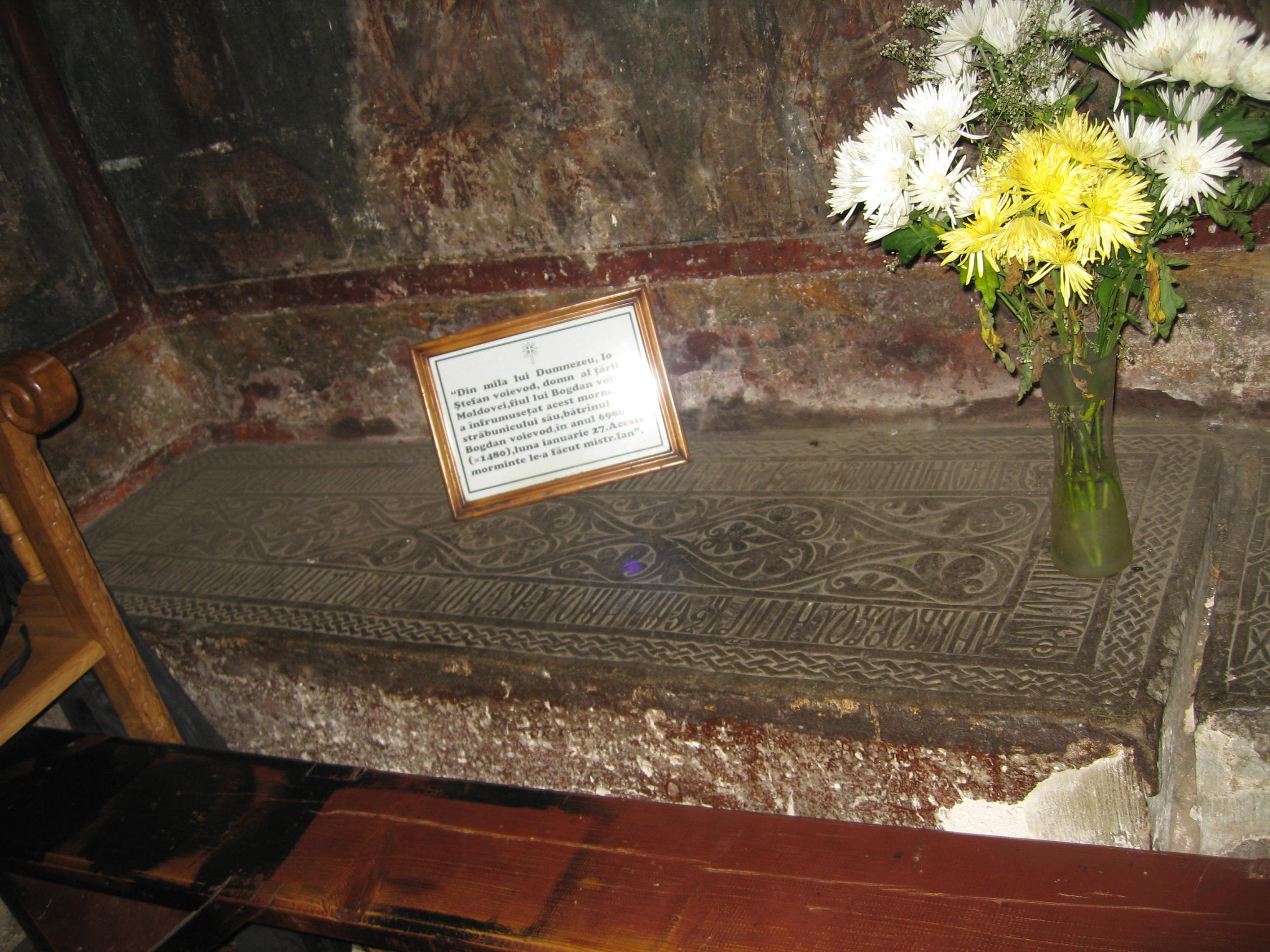
Mormântul voievodului Bogdan I al Moldovei (1359-1365)
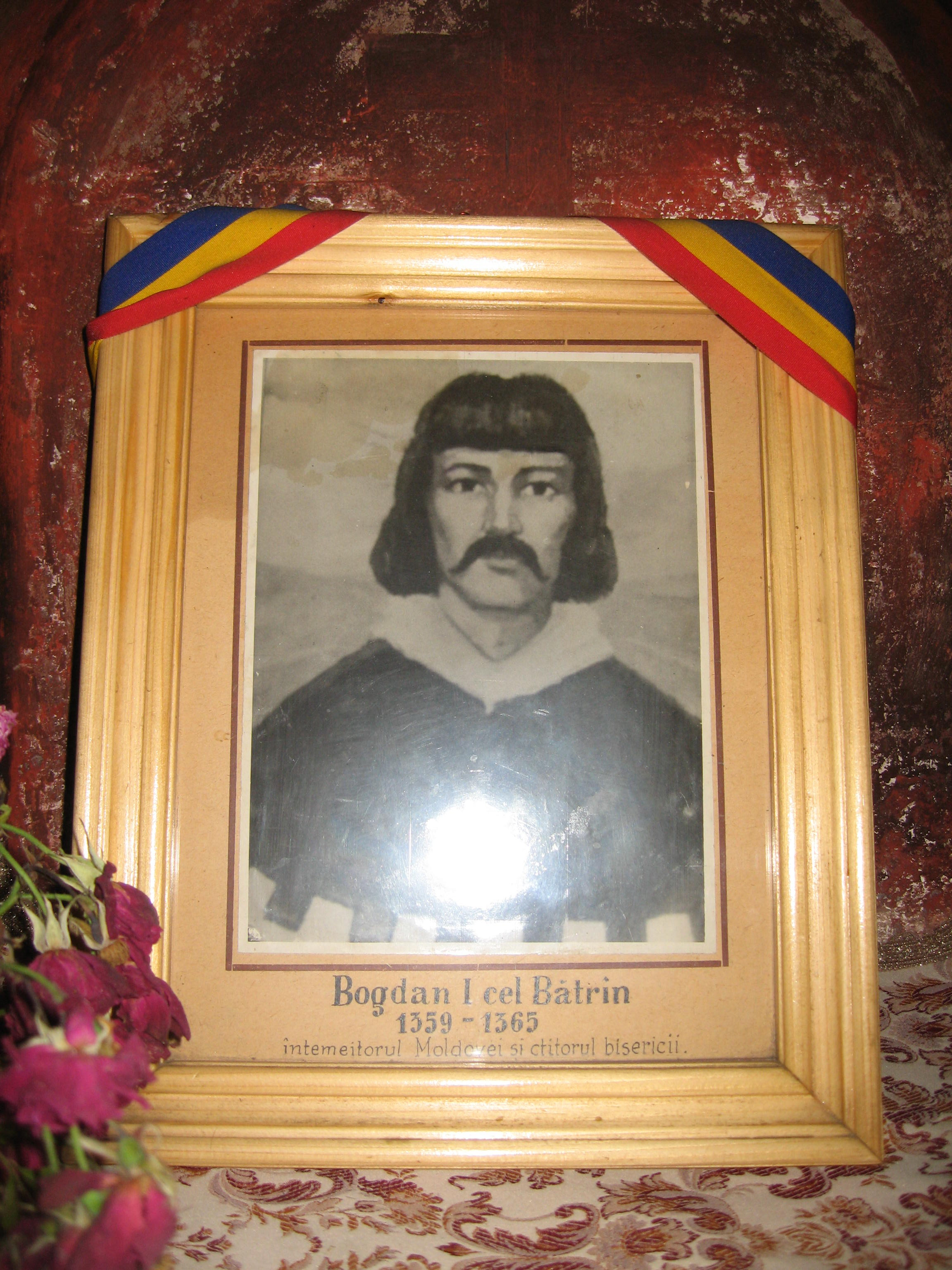
Portretul domnitorului Bogdan I, aflat într-o ocniţă de deasupra mormântului
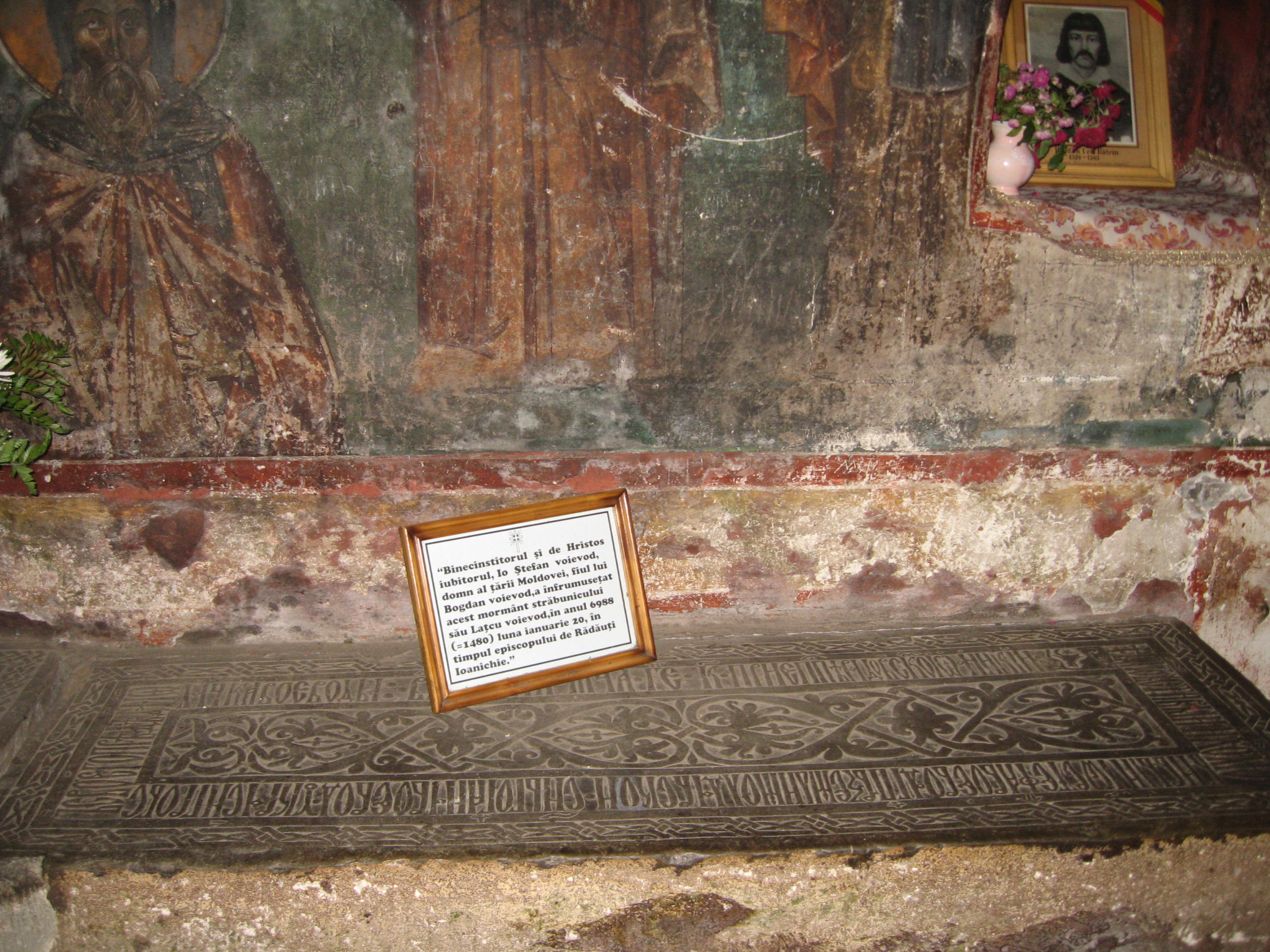
Mormântul voievodului Laţcu al Moldovei (1365-1373)
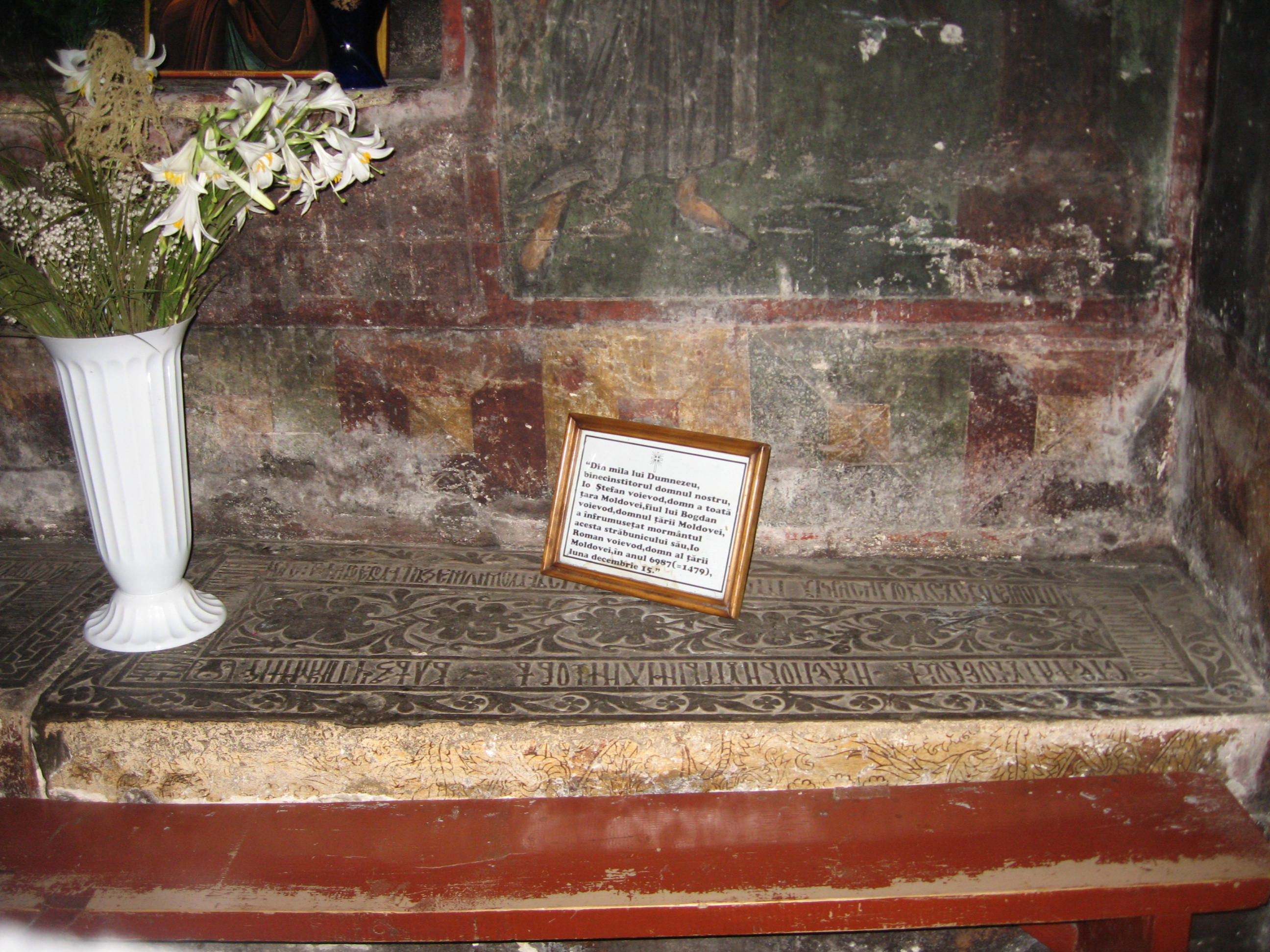
Mormântul voievodului Roman I al Moldovei (1391-1394)
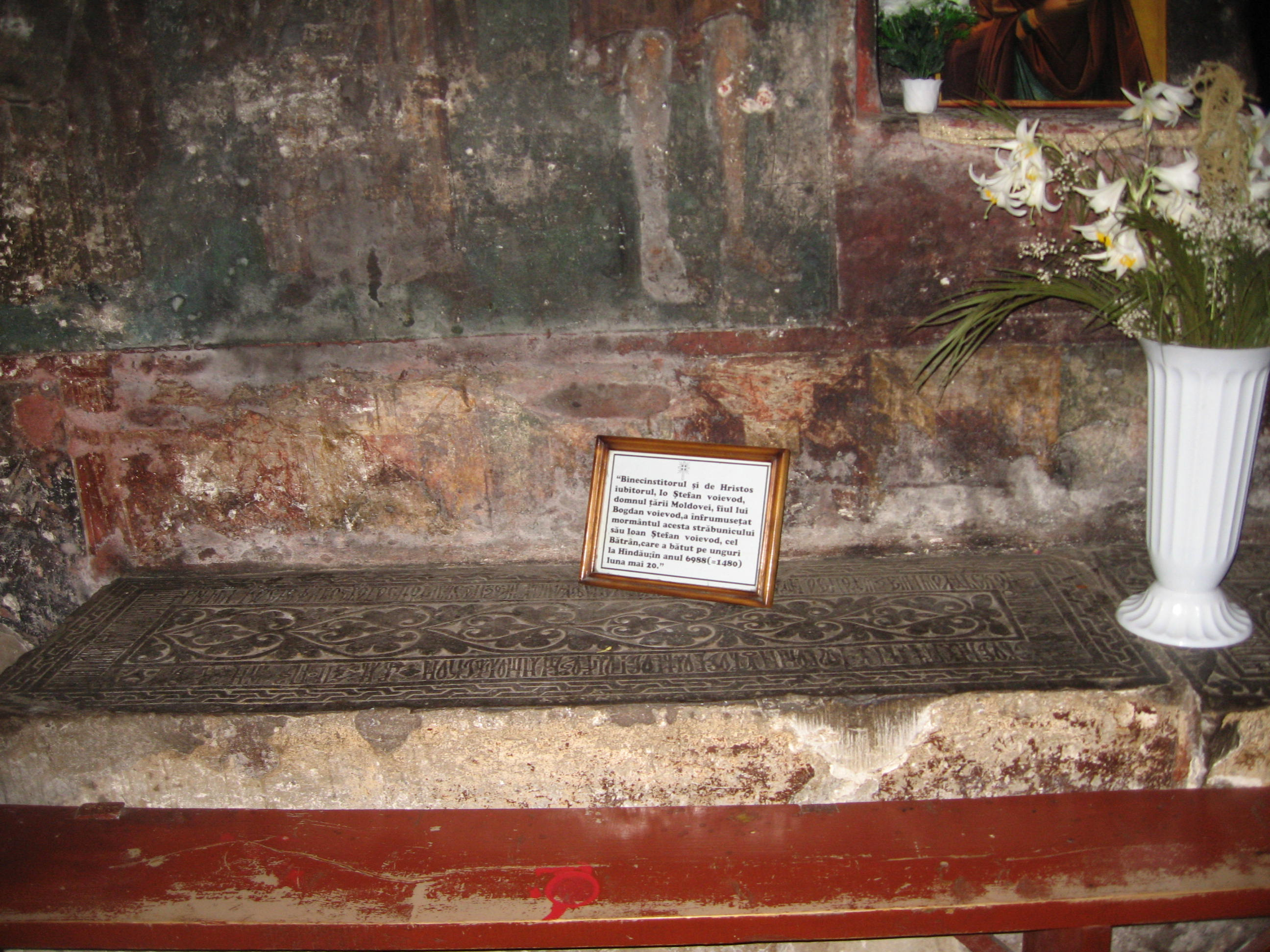
Mormântul voievodului Ştefan I al Moldovei (1394-1399)
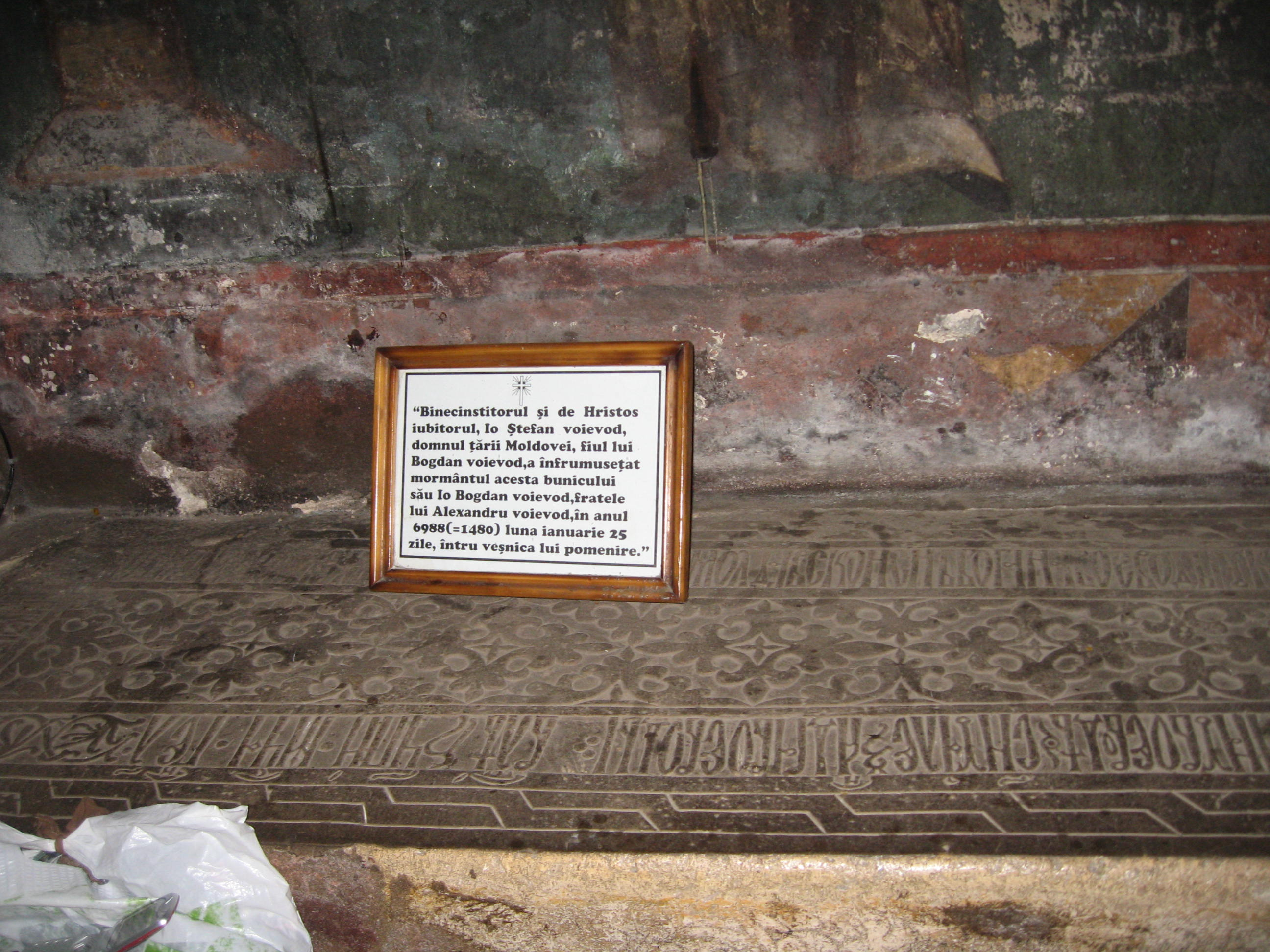
Mormântul lui Bogdan, fratele lui Alexandru cel Bun
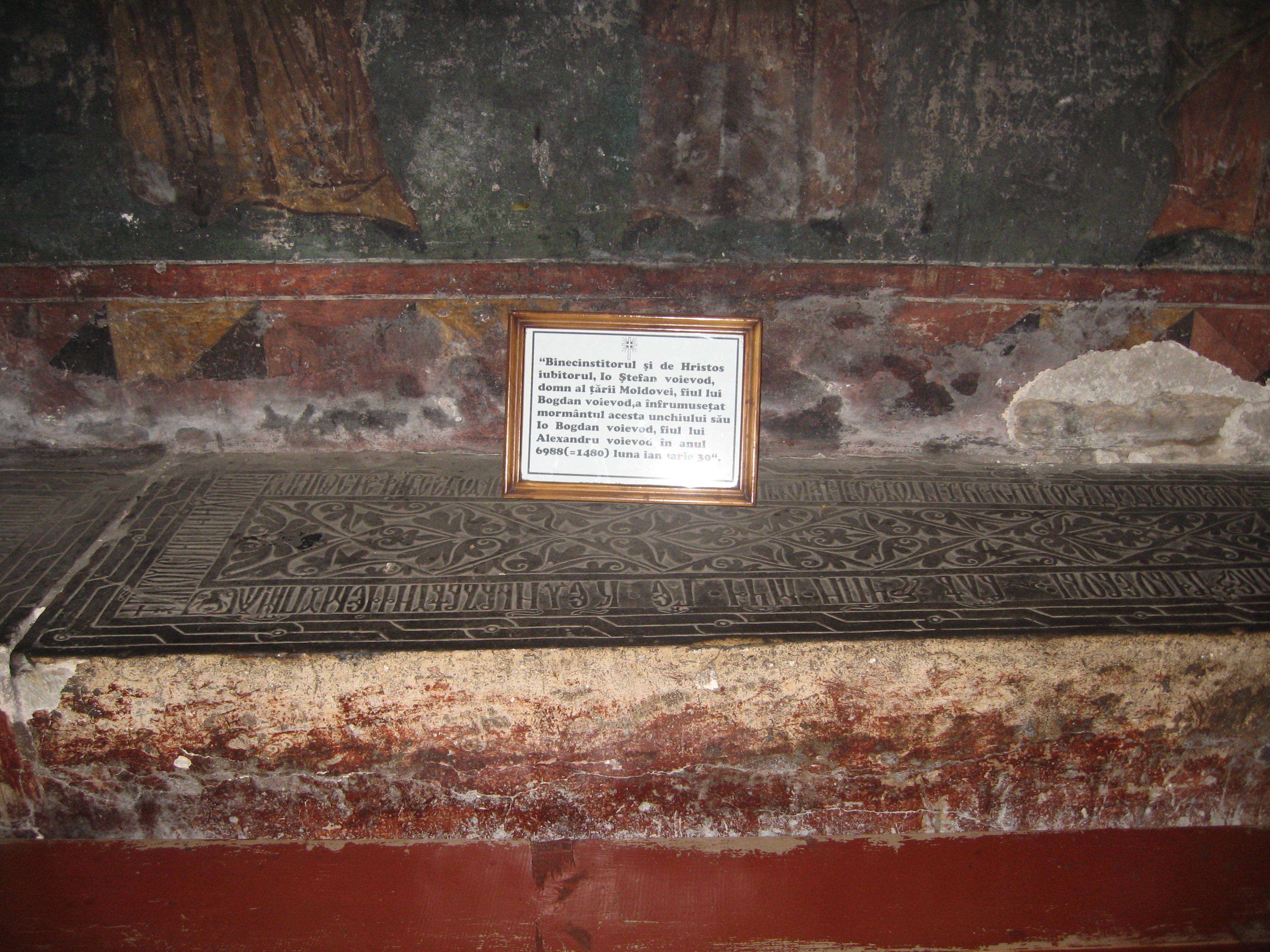
Mormântul lui Bogdan, fiul lui Alexandru cel Bun
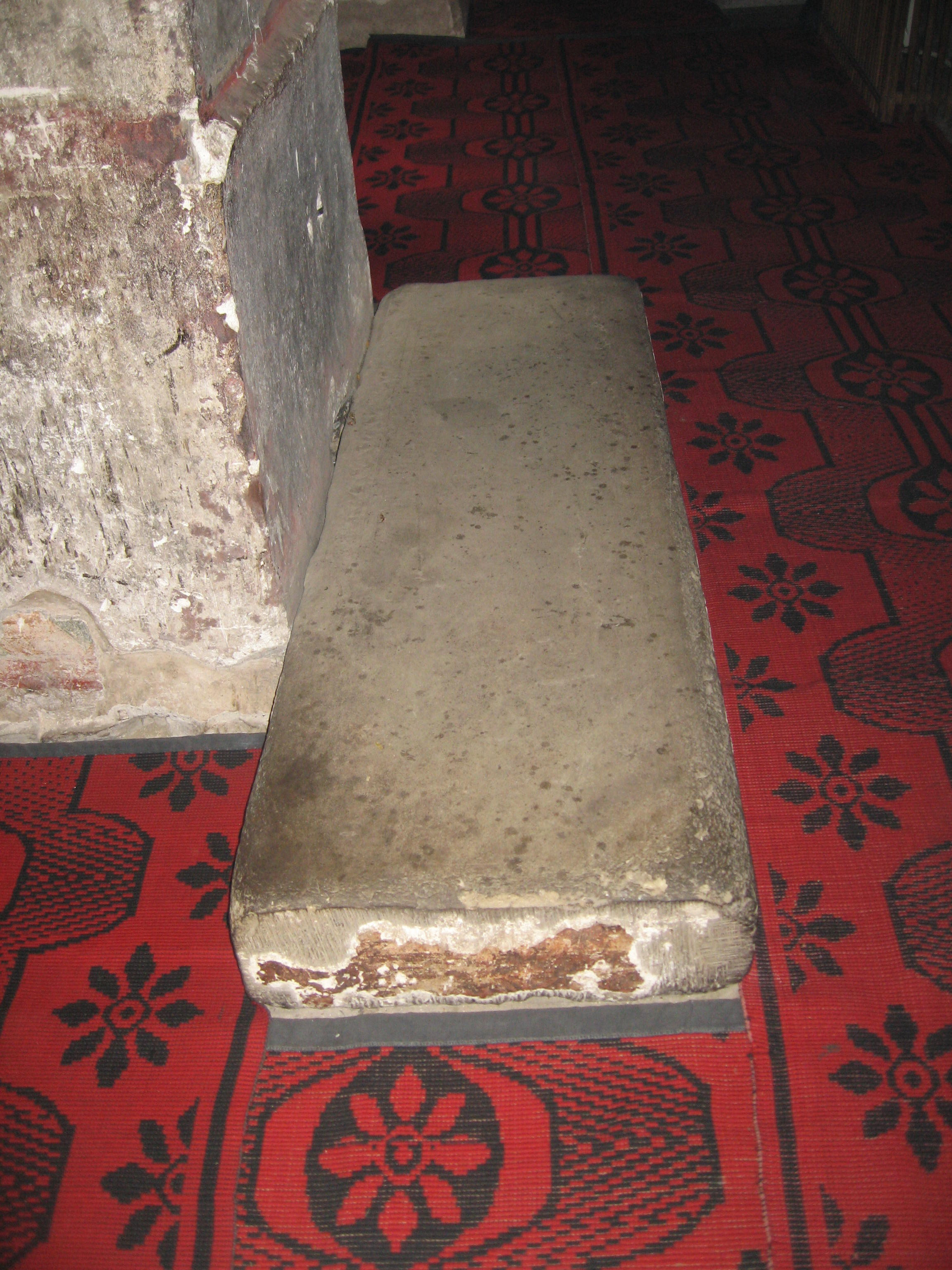
O lespede funerară aflată pe pardoseala din naos, a cărei inscripţie s-a şters.
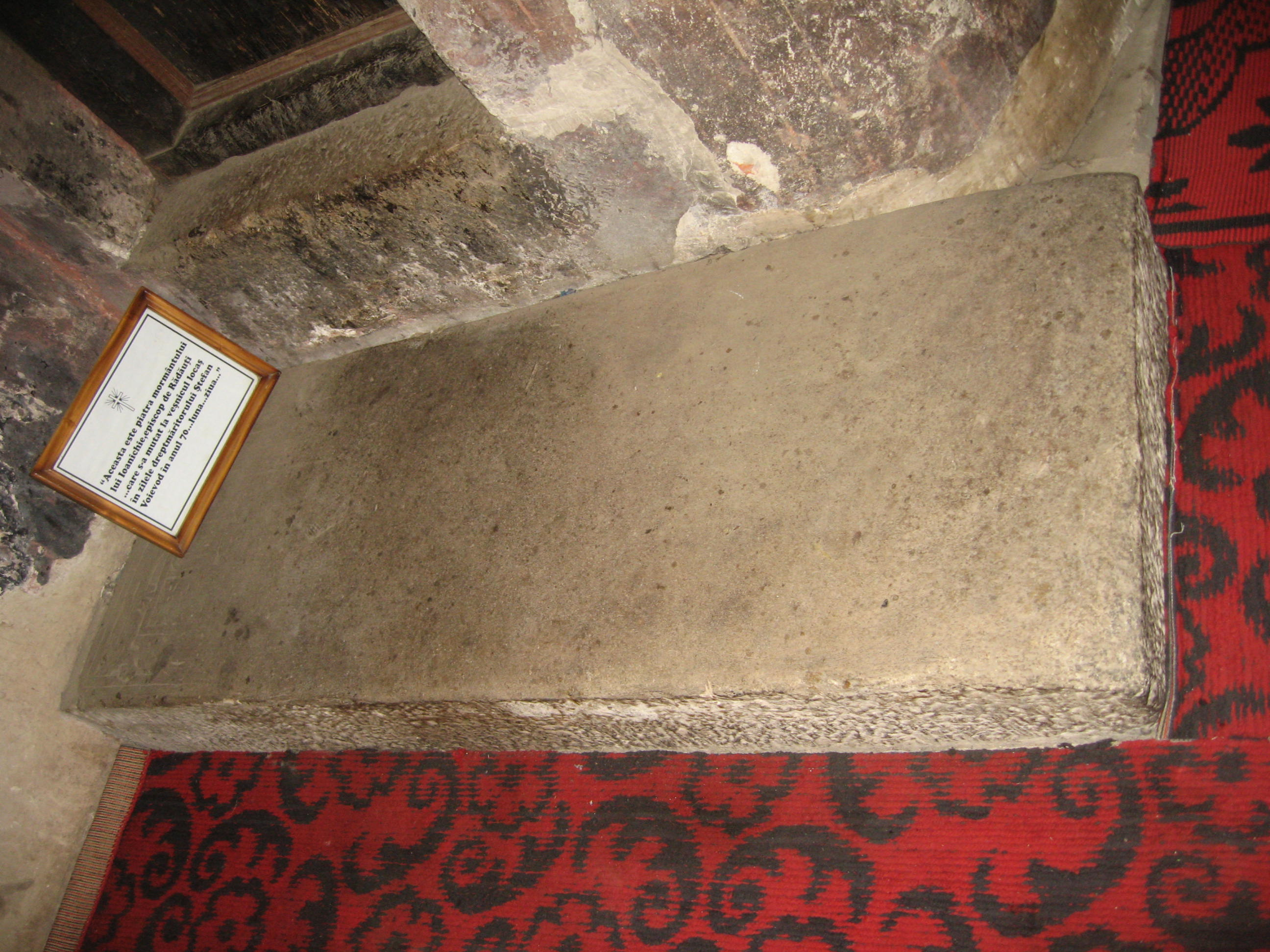
Mormântul episcopului Ioanichie (+1504)
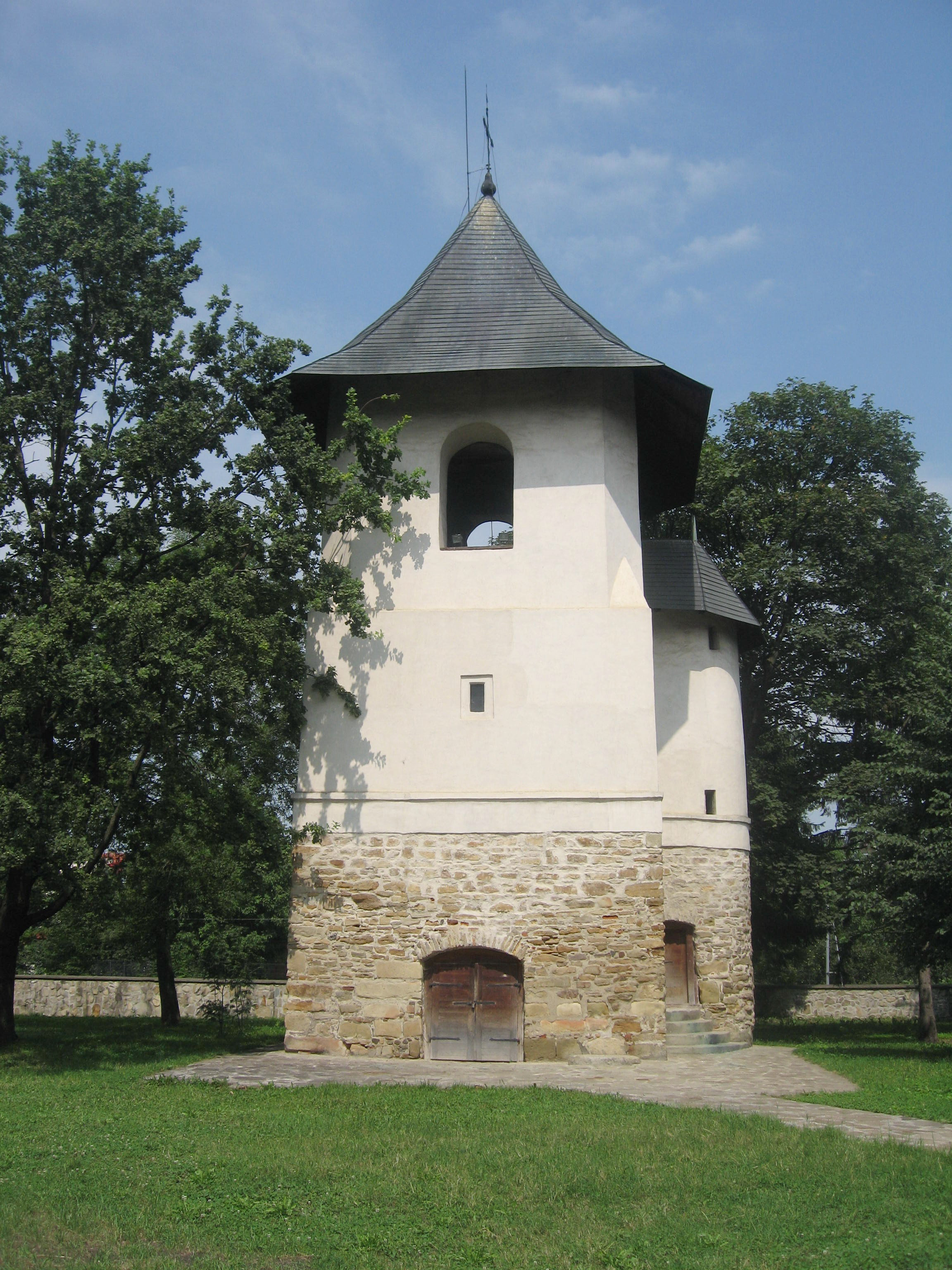
Turnul clopotniţă
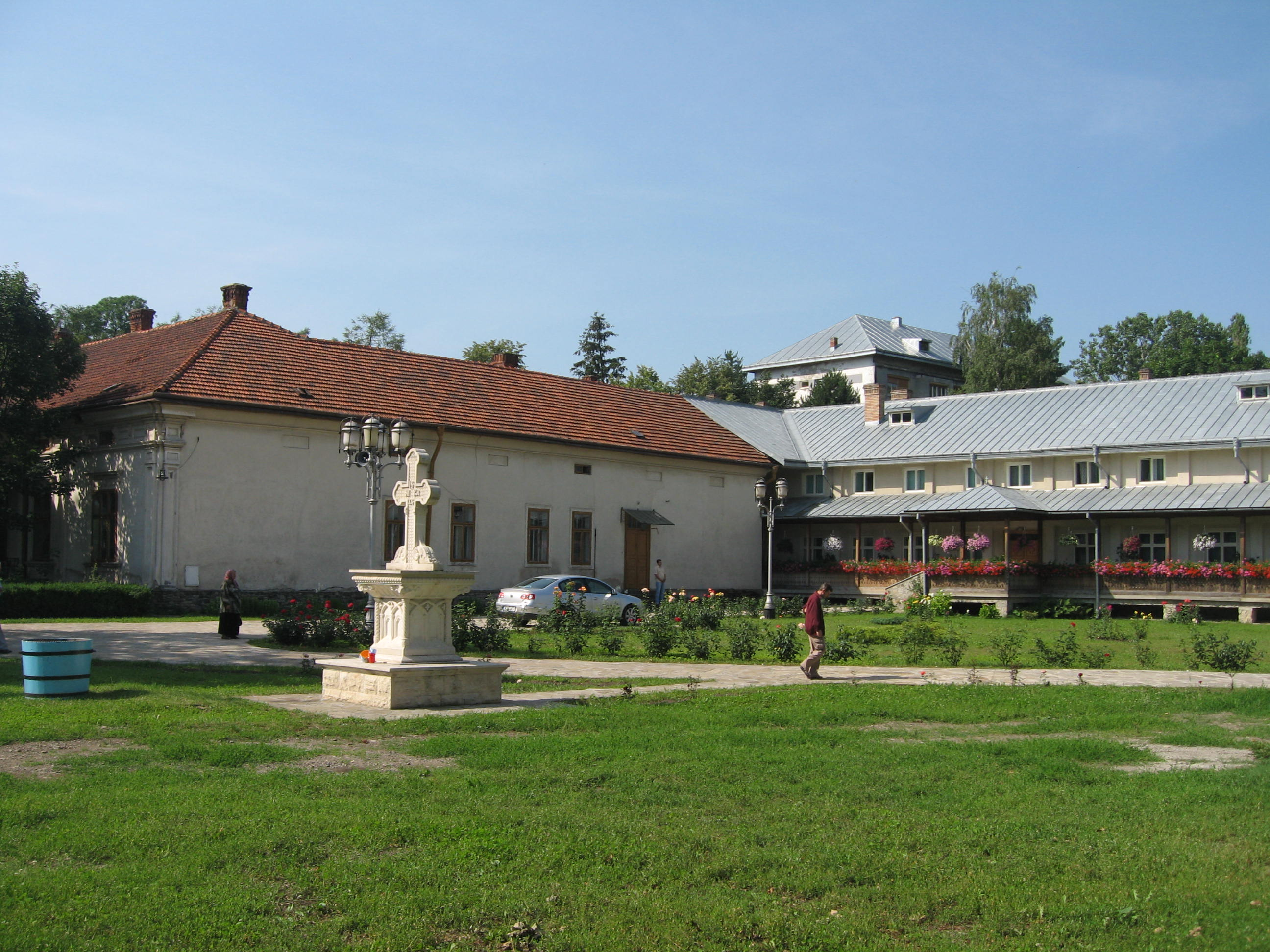
Chiliile şi casa parohială
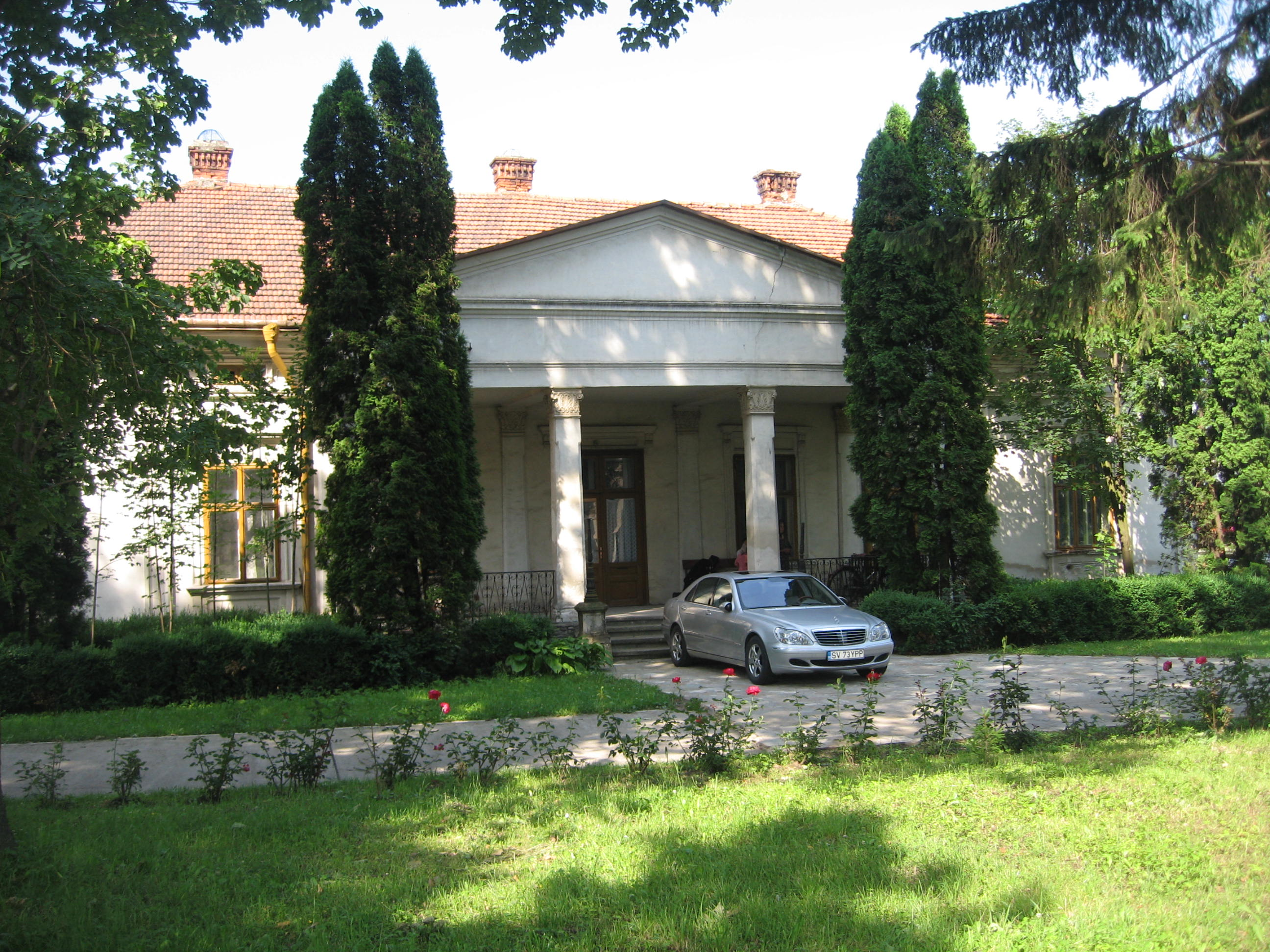
Casa parohială
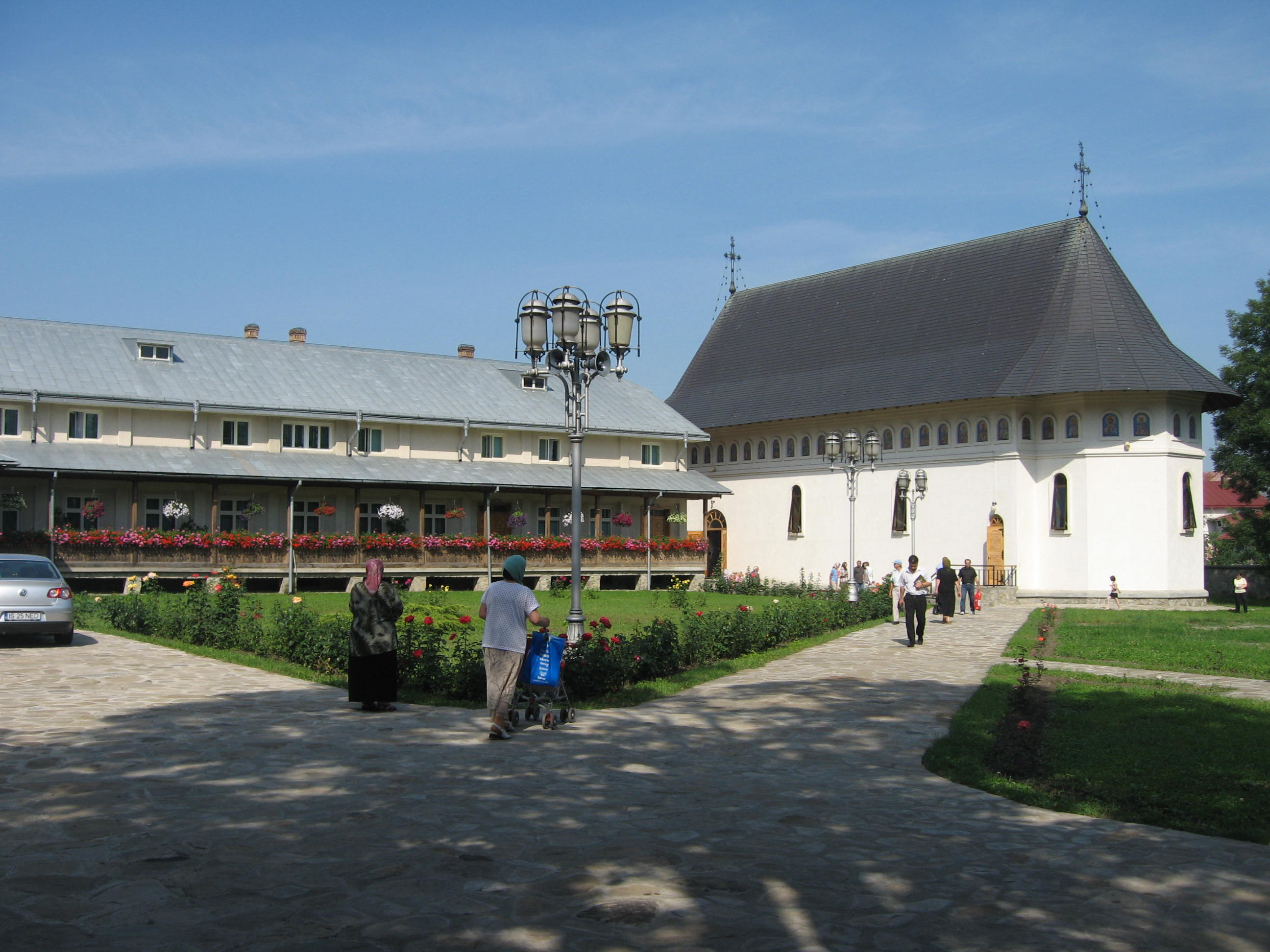
Chiliile şi Biserica "Sf. Leontie"